# アクスブリッジ (マサチューセッツ州)
アクスブリッジ（英: Uxbridge）は、アメリカ合衆国マサチューセッツ州のウースター郡にある町。人口は1万4162人（2020年）。州都ボストンの南西58キロメートル、郡庁所在地ウースターの南東24キロメートルに位置している。ブラックストーン・バレー国立公園ではその中央にある。
1662年に入植され、1727年に町として法人化され、当初はサフォーク郡、およびメンドン町に属していた。町名はイングランドの貴族アクスブリッジ伯爵から採られた。町出身のクエーカー教徒2人が反奴隷制度運動で全国的な指導者となった。町内ではアメリカ初期のタペストリーを織り上げている。
「ワセンタグ」（川が曲がる所）近くのニプマク族インディアンが17世紀の開拓者に土地を譲渡した。アクスブリッジはアメリカ初の女性有権者リディア・チャピン・タフトに投票権を認めた。アメリカでは初の精神医療の病院がここで設立された。女性のデボラ・サンプソンが男性兵士の振りをしてアメリカ独立戦争で戦った。1820年に機械式織機を使い軍服や衣服の製造が始まり、140年間続いた。町政委員会はマサチューセッツ州で初の女性陪審員を認めた。アクスブリッジは毛織のカシミアで有名になった。「アクスブリッジ・ブルー」はアメリカ空軍初の礼装である。BJ'sホールセールクラブの大きな物流倉庫が現在も町内に残っている。

## 歴史

### 町の起源

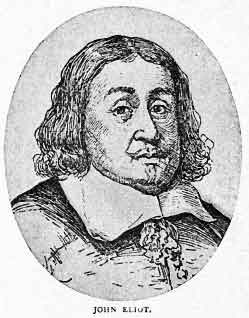
17世紀の宣教師ジョン・エリオット

en:History_of_Uxbridge,_Massachusetts（英語版・アクスブリッジの歴史）も参照。
インディアン時代のことは多くは伝わっていない。しかし、ニプマク族はこの辺りを「Wacantuck（ワカンタック）」あるいは「Waentug（ワエンタグ）」と呼んでいた。一説によれば、これは彼らの言葉で“川が曲がる所”を意味したという。ここには17世紀半ばには人口50人強の村があったとされている。
17世紀の半ば頃から、宣教師のジョン・エリオット（John Eliot）がこの村を訪れるようになり、やがてニプマク族のうちキリスト教に改宗した者（Praying Indian）のために村の発展に助力した。
1640年代からヨーロッパ移民が不正規に周辺へ進出していたが、1659年に当時のマサチューセッツ第一裁判所（Massachusetts General Court）は、こうした開拓者たちがニプマク族から土地を買収することに許可を出した。1662年にブレインツリーとウェイマスの開拓者たちは、ニプマク族の族長である“偉大なジョン（Great John）”に土地の売買契約書に署名させた。これにより、メドフィールド（en:Medfield, Massachusetts）の西方15マイル（約24km）にある8マイル（13km）四方の土地が24スターリング・ポンドの対価で開拓者に売り渡された。1667年には、このさらに東側の土地が売り渡され、そこはやがてメンドン（Mendon）の町になった。当時のこのあたりは、最も辺境の開拓地で、20から25の家族が入植し、インディアンとは友好的に交易を行っていた。彼らの中にはインディアンの言葉を覚え、キリスト教の布教を行った者もあり、実際に改宗したインディアンもいた。
しかし、長年にわたりインディアンの土地を「奪って」いた白人に対するインディアンの不満は募り、とうとう1675年にインディアン諸部族と白人の間で戦乱となった。インディアン諸部族から選ばれた代表者メタコメットを白人は「フィリップ王」と呼んでいたので、この戦乱をフィリップ王戦争と呼ぶ。Wacantuck（ワカンタック）やメンドンの住民は、この戦争によるマサチューセッツでの最初の犠牲者となり、最初期の入植者たちは皆殺しにされ、町も焼き払われた。
メンドンの町は1680年頃に再建された。このとき、幾つかの家族が、農耕に適した肥沃な土地を求めてメンドンの西方に住み着いた。そのあたりはメンドンからは川を3つ隔てていて、かつてのWacantuck（ワカンタック）に近い地域だった。これらの家族の中にはロバート・タフト・シニアが率いるタフト家（Taft family）もあった。
彼らが住んだ場所はメンドンの中心地から離れており、行政機関へ出向くにも不便で、やがてそれが問題になっていった。1727年に、彼らは裁判所へ、彼らの居住地をメンドンの町から分割して別の町にするように願い出た。メンドンの議会でもこの請願が全会一致で可決され、メンドンの西側の地域が分割されることになった。この地域の中心的存在だったタフト家では、その出自をイギリスのアクスブリッジ伯爵の子孫（Marquess of Anglesey）と自称していたことから、町はアクスブリッジ（Uxbridge）と命名された。このときに、ファーナム・ハウスで最初のタウンミーティングが開かれた。

### 植民地、独立戦争、クエーカー、奴隷制度廃止運動
ネイサン・ウェブの教会は第一次大覚醒の時にできた植民地初の会衆派教会だった。1756年、リディア・チャピン・タフトが町のタウンミーティングで投票し、初めて参政権を行使した女性となった。
セス・リードとジョセフ・リードおよびシメオン・ホィーロックが通信委員会に参加した。バクスター・ホールは民兵隊の太鼓手だった。セス・リードはバンカーヒルの戦いに参戦した。ジョージ・ワシントンは大陸軍に司令官に就くために向かう途中で、リードの酒場に立ち寄った。サミュエル・スプリングはアメリカ独立戦争最初期の従軍牧師だった。女性のデボラ・サンプソンは「アクスブリッジのロバート・シャートリーフ」として従軍した。シェイズの反乱はこの町でも始まり、ジョン・ハンコック州知事がアクスブリッジの暴動を鎮めた。シメオン・ホィーロックはスプリングフィールド造兵廠を守っている時に死んだ。セス・リードはアメリカ合衆国の貨幣にラテン語の『E pluribus unum』（多くから作られた一つ）を加えることを推進した者だった。ワシントンは大統領就任の旅で、この町に泊まった。

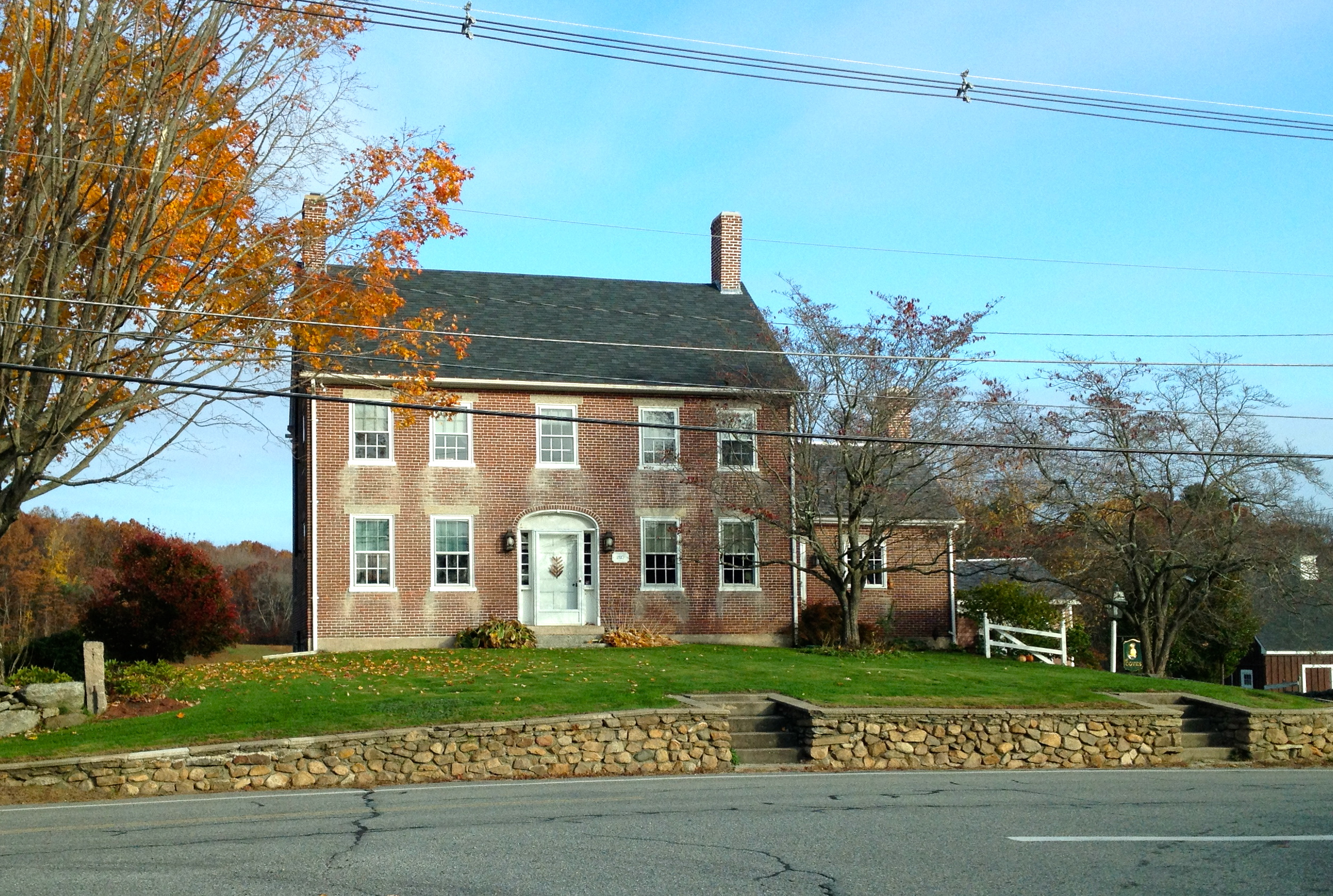
ジェイコブ・アルドリッチ邸、クエーカー・スタイルの家

リチャード・モウリーなどクエーカー教徒がロードアイランドのスミスフィールドからここに移って来て、製粉所、鉄道、家屋を建て、道具やコネストーガ幌馬車の車輪を製造した。サウスウィックの店には社会と教育のための図書があった。モーゼス・ファーナムの農園に隣接するフレンズの集会所は奴隷制度廃止運動家のアビー・ケリー・フォスターやエフィンガム・カプロンがその会員として著名になった。カプロンは地元の反奴隷制度協会員450人を率いた。アクスブリッジにいる元奴隷のブリスター・ピアースは、コロンビア特別区で奴隷制度と奴隷貿易を廃止することをアメリカ合衆国議会に要求する請願書に署名した者だった。

### 交通、教育、公共医療と安全
タフト家が1709年にブラックストーン川に架かるミドルポスト道路の橋を建設した。ウースターからプロビデンスに至る駅馬車ルートでは、チームマスターが馬を編成した荷車列を運行した。ブラックストーン運河では、アクスブリッジを宿泊所としてプロビデンスまで、馬に曳かせた艀を動かした。この交差点の村は地下鉄道 (秘密結社)の結節点だった。1848年、プロビデンス・アンド・ウースター鉄道が運河の利用を終わらせた。
1732年、「アクスブリッジに学校を建てる」ための投票が行われたグラマースクールが建設され、1797年に2000ドルで1室だけの地区学校13校が建設された。1818年建設のアクスブリッジ・アカデミーはニューイングランドの準備学校として権威あるものになった。
アクスブリッジは天然痘のワクチン接種について住民投票で否決した。サミュエル・ウィラードが天然痘患者を治療し、現代的な精神科医の先駆けとなり、アメリカでは初の精神病院を運営した。当時の生体記録には幼児の多くの死を記録している。町政委員ジョセフ・リチャードソンの天然痘の死、「クインシー」、「赤痢」、「結核」による死もあった。レナード・ホワイトは1896年にこの町でマラリアが流行したことを記録し、蚊が媒介する疫病としてマラリアを初めて統制することになった。アクスブリッジは1922年の四半期での強盗件数が州内でも多い町となり、投票によって初めて夜間のパトロール警官を雇うことになった。

### 工業の時代: 19世紀から20世紀後半
沼鉄鉱と3つの鉄鍛造所が植民地時代を画したものであり、1775年頃に大規模工業の時代が始まった。その発展の例として、毛織物、リンネル、綿布を生産する機械を造り販売し、製粉所、製材所、蒸留所、大規模工場を建設したリチャード・モウリーの仕事がある。アクスブリッジの最盛期には20種類の工場があった。ダニエル・デイが1809年に最初の毛織物工場を建てた。1855年までに、560人の地元労働者が250万ヤード (230万 m) の布を生産していた。スカデンの小さな銀鉱脈では、1830年代に商業的な採鉱が出来なかった。

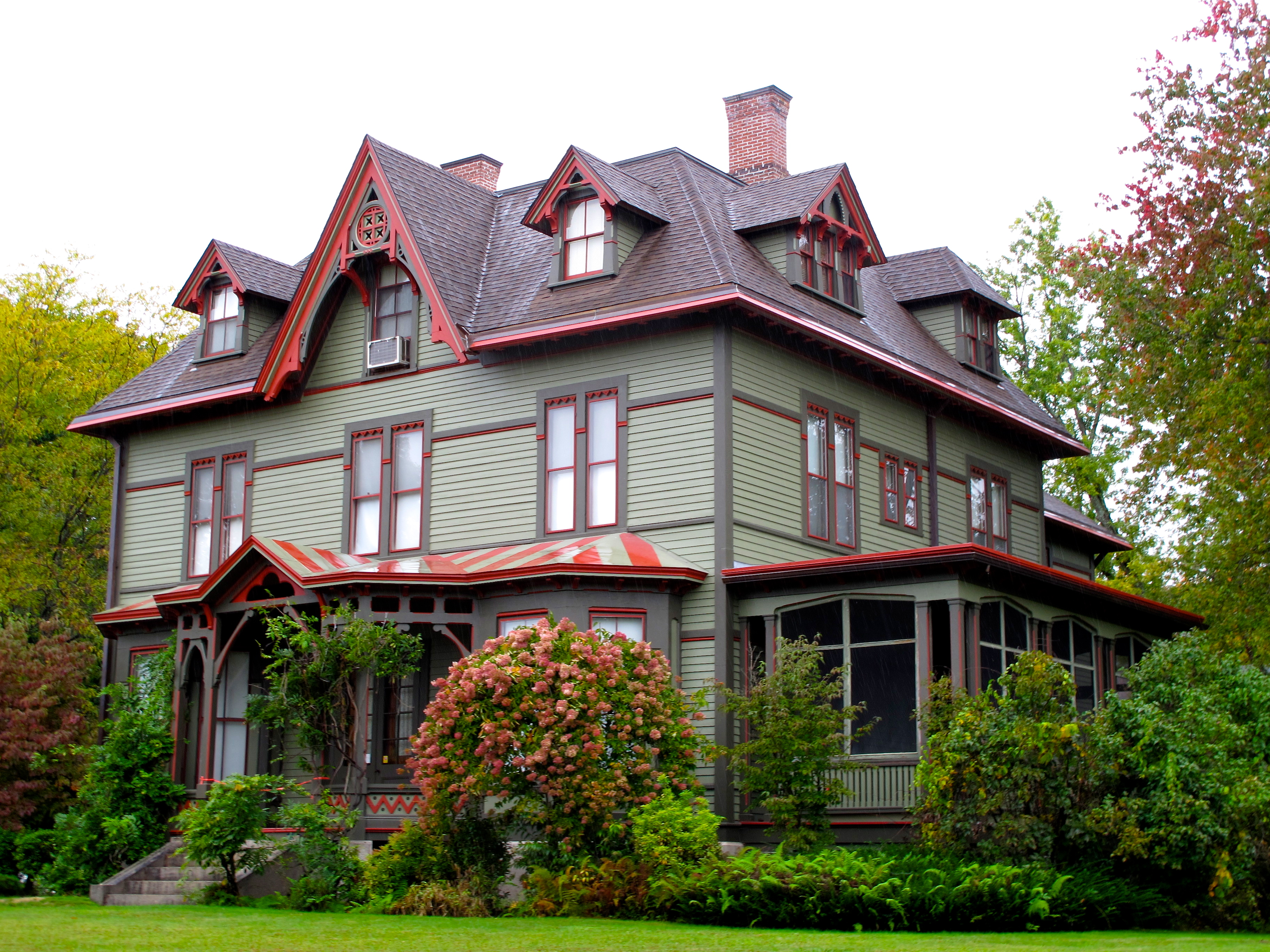
チャールズ・カプロン邸、カプロン通り2. カプロン家はその工場があったアクスブリッジ・センターで工業時代に顕著な存在だった

技術革新には機械式織機、毛糸から衣服までの垂直統合、カシミアと毛糸の合成ブレンド、「ウォッシュ・アンド・ウェア」、紡糸技術、ラッチフック・キットがあった。村には工場、店舗、労働者住宅、農園があった。ウィリアム・アーノルドのアイアンストーン綿糸工場は後に「ケンタッキー・ブルージーンズ」を製造し、セス・リードの製粉所には後にベイステイト・アームズ（武器製造会社）が入った。ヘクラとホィーロックビルにはアメリカン・ウールン、ウォウカンタック・ミル、ヒレナ・ローウェルの靴工場、ドレーパー・コーポレーションが入った。ダニエル・デイ、ジェリー・ホィーロック、ルーク・タフトが水力を利用した工場を運営した。モーゼス・タフトのセントラル・ウールンは、南北戦争のために制服を作り続けた。
ノースアクスブリッジには、クラップの1810綿糸工場、チャンドラー・タフトとリチャード・セイルズのリビュレット工場、花崗岩石切り場、ロジャーソンのビレッジがあった。クラウン・アンド・イーグル・ミルは「初期工業建築の傑作」だった。ブランチャードの花崗岩石切り場からはニューヨーク市や地域の公共事業に縁石を供給した。ピーター・ローソン・タフトの孫、ウィリアム・タフト大統領がサミュエル・タフト邸を訪問した。
ジョン・カプロン・シニア、エフィンガム・カプロン、ジョン・W・カプロンの工場がアメリカのサティネットと毛糸機械式織機を開発した。チャールズ・A・ルート、エドワード・バックマン、ハロルド・ウォルターはバックマン・アクスブリッジを拡大し、女性ファッションにおける指導力を持った。この会社は南北戦争、第一次世界大戦、第二次世界大戦の間にアメリカ陸軍の制服、さらに陸軍衛生部の制服やアメリカ空軍最初の礼服（アクスブリッジ・ブルーと呼ばれた）を制作した。雑誌タイムは、アクスブリッジ・ウーステッドのバイアウトでアメリカ毛織物トップ製造会社になると報道した。アメリカ最大級の紡糸会社バーナット・ヤーンの最大工場が1960年代から1980年代まであった。「インフォメーション・サービス」と呼ばれる歴史ある会社がアクスブリッジで運営され、20世紀後半には、数ある出版物の中でも「ニュー・レパブリック」の購読サービスを管理した。

### 20世紀後半から現在
工場や川の周辺に開発された州や国の公園が改修されてきた。1974年の映画『華麗なるギャツビー』と1978年の映画『オリバーの話』は、スタンリー・ウールン・ミルなどアクスブリッジで撮影された。ブラックストーン川国定歴史遺産回廊には、広さ1,000エーカー (4.0 km2) のブラックストーン運河歴史遺産州立公園、長さ9マイル (14 km) のブラックストーン川グリーンウェイ、南ニューイングランド・トランクライン・トレイル、ウェストヒル・ダム、広さ567エーカー (2.3 km2) の野生生物保護区、メタコメット土地信託の土地、コーミア森、国家登録54か所と州登録375か所の歴史的史跡が含まれている。史跡の1つ、ジョージア調のエルムシェイドは、アメリカ合衆国陸軍長官アルフォンソ・タフトが有名な一族集会で家族の歴史を物語った場所である。ジョン・カプロンの木製工場は、2007年にバーナット・ミルで火事が起きたときも生き残った。スタンリー・ミルはウォウカンタック・ミルが壊されたときに修復された。2013年、何度か火事が起こってこの町にも影響し、1800年代初期からある銀行の建物やクエーカー教徒の家屋が焼けた。

## 著名な出身者
ロバート・タフト・シニアは政治家一族であるタフト家の家長である。ロバート・タフト2世は町政委員であり、ベンジャミン・タフトが2つ目の鉄鍛造所を建てた。ジョサイア・タフトの未亡人リディア・タフトはアメリカで初の女性投票者になった。ベンザリール・タフト・シニアはアメリカ独立の時に大尉を務め、州の下院議員および上院議員も務めた。ベンザリール・タフト・ジュニアも同様に州議会上院議員を務めた。サミュエル・タフトはジョージ・ワシントンが就任後のツアーのときに歓待した。エズラ・タフト・ベンソンは末日聖徒イエス・キリスト教会の聖徒の一人となり、ハワイ布教者、ユタ州議員を務めた。チャンドラー・タフトは1814リビュレット工場を建てた。ダニエル・デイはタフト家の一員であり、アメリカで3番目の毛織物工場を始めた。ルーク・タフトは水力を使った繊維工場2つを建て、モーゼス・タフトはスタンリー・ウールン・ミルを建てた。ピーター・ローソン・タフト1世がウィリアム・タフトの祖父だった。
バーモント大学第4代学長のウィラード・プレストンは、有名な説教を出版しており、後に独立系サバンナ長老派教会に務めた。アーサー・マッカーサー・シニアは州副知事、アメリカ合衆国地区裁判所判事を務め、ダグラス・マッカーサーの祖父となった。セス・リードはバンカーヒルの戦いに参戦し、アメリカ合衆国の貨幣にラテン語の『E pluribus unum』（多くから作られた一つ）を加えることを推進した者となった。その後ペンシルベニア州エリー市とニューヨーク州ジェネバ市の設立者となった。ポール・C・ウィットインはウィットイン・マシン・ワークスを設立した。フィネアス・ブルースとベンジャミン・アダムズはアメリカ合衆国下院議員になった。ジョシュア・マコーマーとウィリアム・オーガスタス・モウリーは教育者になった。エフィンガム・カプロンは、南北戦争推進、反奴隷制度活動で中心となって町を率い、州と全国で反奴隷制度運動の指導者となり、工業資本家でもあった。エドワード・サリバンは米西戦争で名誉勲章を得た。ウィラード・バートレットはニューヨーク控訴裁判所長官となり、フランクリン・バートレットはアメリカ合衆国下院議員となった。エドワード・P・ブラードはブラード・マシン・ツールズを興し、その設計で自動車の製造と産業そのものを可能にした。
チャールズ・アーサー・ルート、エドワード・バックマン、ハロルド・ウォルターが、アクスブリッジ・ウーステッドを巨大製造業にし、女性のファッションに影響した。アリス・ブリッジズは1936年ベルリンオリンピックの水泳で銅メダルを獲得した。ティム・フォータグノはメジャーリーグベースボールのカリフォルニア・エンジェルスとシカゴ・ホワイトソックスでプレイした。リチャード・ムーアはマサチューセッツ州上院議長代行、アメリカ合衆国連邦緊急事態管理庁執行役、州議会全国大会議長を務め、マサチューセッツ州で画期的な医療法の構築者となった。ブライアン・スカリーは雑誌「ナショナル・ジオグラフィック」の写真ジャーナリストであり、地球の海洋生物の保護に努めている。アーサー・K・ホィーロック・ジュニアは、ナショナル・ギャラリー (ワシントン)のバロック学芸員である。ジャクリーン・リーバーゴットはエマーソン大学の学長だった。ジャニーヌ・オッペウォールはアカデミー美術賞で4度候補になった。スキップ・シーは映画を10作品制作し、聖職者の虐待に関する映画『アベ・マリア』でローマ国際映画祭の賞をもらった。

## 町政府
アクスブリッジは町政委員会とタウンミーティングの政府形態を採っている。これまでの政府は、1756年、リディア・チャピン・タフトに町のタウンミーティングで投票させ、初めて選挙権を行使した女性とした。1775年には天然痘ワクチン接種を拒否した。マサチューセッツ州務長官に反抗して、女性の陪審員を認めた。2009年の健康委員会はアクスブリッジを薬局でタバコの販売を禁止した国内3番目の町にしたが、後にこれを撤回した。アクスブリッジには州の地区裁判所がある。

## 地理
アメリカ合衆国国勢調査局に拠れば、市域全面積は30.4平方マイル (79 km2)であり、このうち陸地29.6平方マイル (77 km2)、水域は0.8平方マイル (2.1 km2)で水域率は2.73%である。州都ボストン市の南西39.77マイル (64.00 km)、ウースターの南東16マイル (26 km)、ロードアイランド州プロビデンスの北西20マイル (32 km) にある。町内の標高は200フィート (61 m) から577フィート (176 m) まで変化する。州内ではダグラス、メンドン、ミルビル、ノースブリッジ、サットンの各町に接し、さらにロードアイランド州のバーリルビルとノーススミスフィールドの各町と接している。位置関係は下図参照。

## 気候
アメリカ合衆国農務省による植物気候帯では第5区分、気候帯では大陸性気候にあり、降雪は10月（まれ）から5月まである。過去最高気温は1975年7月の104°F (40 ℃)、過去最低気温は1957年1月の-25°F (-32 ℃)だった。
| アクスブリッジの気候   | アクスブリッジの気候 | アクスブリッジの気候 | アクスブリッジの気候 | アクスブリッジの気候 | アクスブリッジの気候 | アクスブリッジの気候 | アクスブリッジの気候 | アクスブリッジの気候 | アクスブリッジの気候 | アクスブリッジの気候 | アクスブリッジの気候 | アクスブリッジの気候 | アクスブリッジの気候 |
| 月                     | 1月                  | 2月                  | 3月                  | 4月                  | 5月                  | 6月                  | 7月                  | 8月                  | 9月                  | 10月                 | 11月                 | 12月                 | 年                   |
| ---------------------- | -------------------- | -------------------- | -------------------- | -------------------- | -------------------- | -------------------- | -------------------- | -------------------- | -------------------- | -------------------- | -------------------- | -------------------- | -------------------- |
| 平均最高気温 °F （°C） | 37 (3)               | 40 (4)               | 49 (9)               | 59 (15)              | 70 (21)              | 79 (26)              | 84 (29)              | 82 (28)              | 75 (24)              | 64 (18)              | 53 (12)              | 42 (6)               | 61.2 (16.3)          |
| 平均最低気温 °F （°C） | 13 (−11)             | 16 (−9)              | 27 (−3)              | 37 (3)               | 47 (8)               | 55 (13)              | 60 (16)              | 59 (15)              | 49 (9)               | 37 (3)               | 30 (−1)              | 20 (−7)              | 37.5 (3)             |
| 降水量 inch （mm）     | 3.6 (91)             | 3.3 (84)             | 4.1 (104)            | 3.9 (99)             | 4.3 (109)            | 3.6 (91)             | 3.7 (94)             | 4.1 (104)            | 4.1 (104)            | 4.1 (104)            | 4.5 (114)            | 4.0 (102)            | 47.3 (1,201)         |
| 出典：Weather.com      |                      |                      |                      |                      |                      |                      |                      |                      |                      |                      |                      |                      |                      |

## 人口動態
以下は2010年国勢調査による人口統計データである。
- 人口: 13,457人
- 世帯数: 5,056 世帯
- 人口密度: 170.77人/km2（442.66 人/mi2）
- 住居密度: 64.2軒/km2（166.31 軒/mi2）
- 登録有権者数: 9,959 人

人種別人口構成
- 白人: 95.7%
- アフリカン・アメリカン: 0.3%
- アジア人: 1.7%
- その他の人種: 1.4%
- ヒスパニック・ラテン系: 0.90%

- 人口1人あたり収入: 24,540米ドル
- 貧困線以下
  - 対人口: 4.7%

## 経済
ハイテク、サービス、物流、生命科学、接客、地方政府、教育、観光が地元の主要な職である。広さ 618,000 平方フィート (57,400 m2) の物流センターは、フォーチュン500に入るBJ'sホールセールクラブの北部事業部のものである。2013年7月の失業率は6.9%だった。

## 教育
町内の学校には、幼稚園前から2年生のタフト学校、ホィットイン小学校、マクラスキー中学校、アクスブリッジ高校（2012年建設）、およびアワーレディ・オブ・ザ・バレー・リージョナルがある。アプトン町のバレー工業高校には、クィンシガモンド・コミュニティカレッジが入っている。「ニューヨーク・タイムズ」はアクスブリッジの教育改革を、家族のニーズに合わせる「小さな革命」だと呼んでいる。

## 医療
トリ・リバー・ファミリー・ヘルスセンター、マサチューセッツ大学医学部が一次医療を提供している。近くにあるミルフォード地域医療センター、ランドマーク医療センターが長期医療を担当している。

## 交通

### 鉄道
マサチューセッツ湾交通局通勤鉄道の停車駅で最寄りのものはフランクリン線のフォージパーク/495駅と、フレイミングハム/ウースター線のグラフトン駅とウースター・ユニオン駅である。北東回廊のアムトラック最寄駅はプロビデンス駅である。プロビデンス・アンド・ウースター鉄道の貨物線には駅が2つある。

### 高規格道路
マサチューセッツ州道146号線がウースター市とを繋ぎ、そこから州間高速道路290号線と州間高速道路90号線がボストンに向かう。州道146号線の南東はプロビデンスに向かい、州間高速道路95号線・州間高速道路295号線に繋がる。州道16号線は州間高速道路395号線を介してコネチカット州に繋がる。ボストンへは州間高速道路495号線もある。州道122号線がノースブリッジとウーンソケットとを繋いでいる。州道146号線代替路はノーススミスフィールドに向かう。 州道98号線はバリルビルと繋がる。

### 空港
T・F・グリーン空港（プロビデンスとウォリック市）、ウースター地域空港、ボストンのジェネラル・エドワード・ローレンス・ローガン国際空港には商業便が運航されている。ホープデール空港（7.2マイル、11.6 km）とウースター空港は一般用途空港である。クエーカー・ハイウェイ沿いのスカイグレン空港は民間飛行場であり、FAAの空港リストには載っている。

## 見どころ
- アメリカ合衆国国家歴史登録財
- ジョン・C・ファーナム邸、アクスブリッジ歴史協会博物館、1710年頃[88]
- シメオン・ホィーロック中尉邸、アクスブリッジ・コモン地区、1768年[89]
- クエーカー集会所、1770年頃[90]
- タフト邸、1789年にジョージ・ワシントンが就任ツアーで訪れ、1910年にはウィリアム・タフトが訪れた[91]
- クラウン・アンド・イーグル綿糸工場、1826年頃[92]
- エルムシェイド、1874年にタフト家が一族集会を開いた場所
- バーナット・ミル、元はカプロン・ミル、1820年頃、アクスブリッジ・ウーステッド社
- スタンリー・ウールン・ミル、セントラル・ウールン、カルメット、モーゼス・タフト・ミルとも呼ばれた[93]
- スタンリー・ウールン・ミル
- ブラックストーン川バレー国定歴史遺産回廊
- 国立公園局、バレーサイト: ミルビルとアクスブリッジ[94]
- ブラックストーン運河、リバーベンド農園[95]
- ブラックストーン川と運河歴史遺産州立公園[96]
- リバーベンド農園と運河、国立公園局の冊子[97]
- ウェストヒル・ダムとレクリエーション地域recreation area
- アクスブリッジのウォーキングツアー、国立公園局の冊子[98]

## ギャラリー

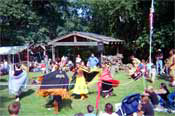
ブラックストーン・バレーにおけるニプマク族のダンス
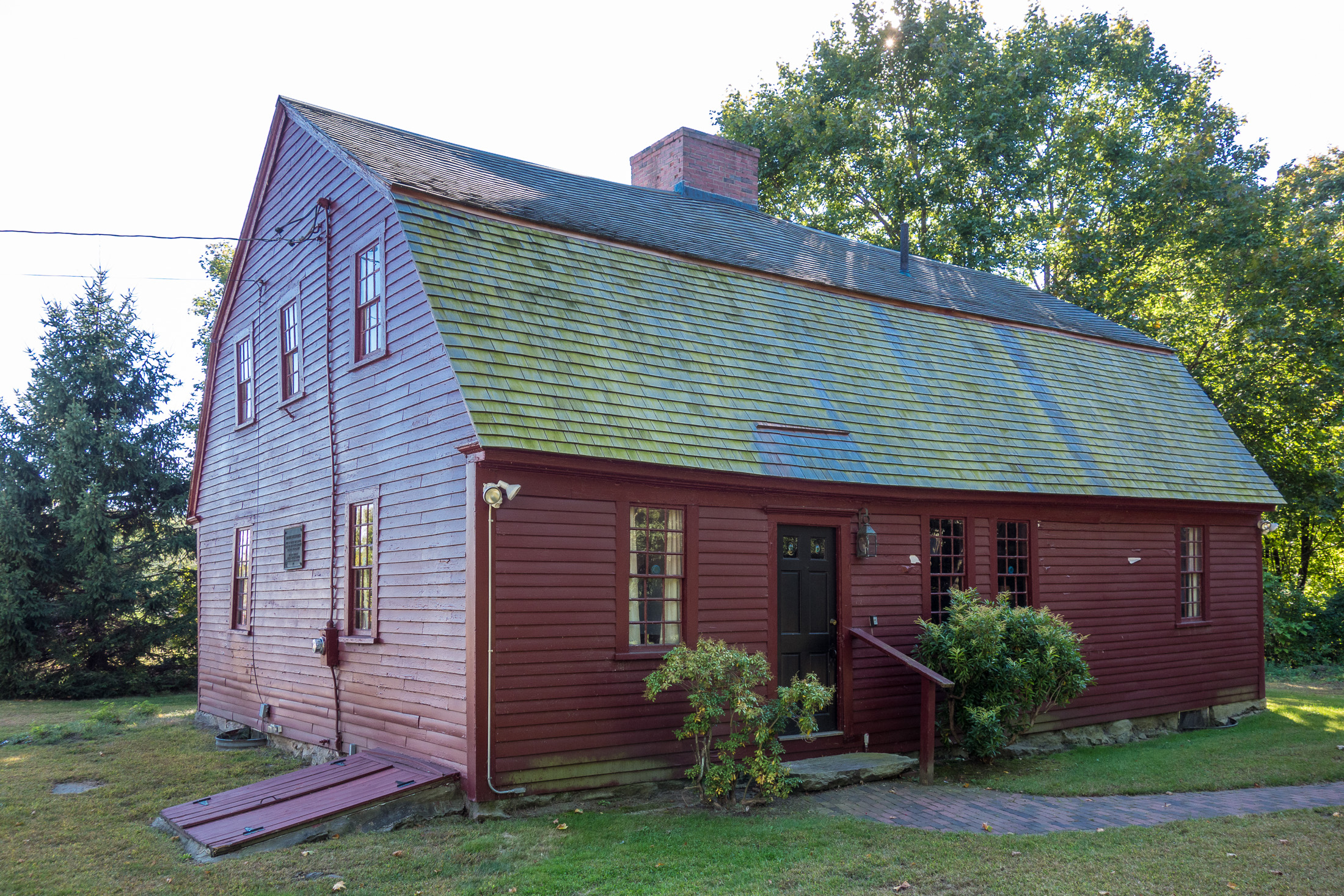
コロネット・ジョン・ファーナム・ジュニア邸、1710年
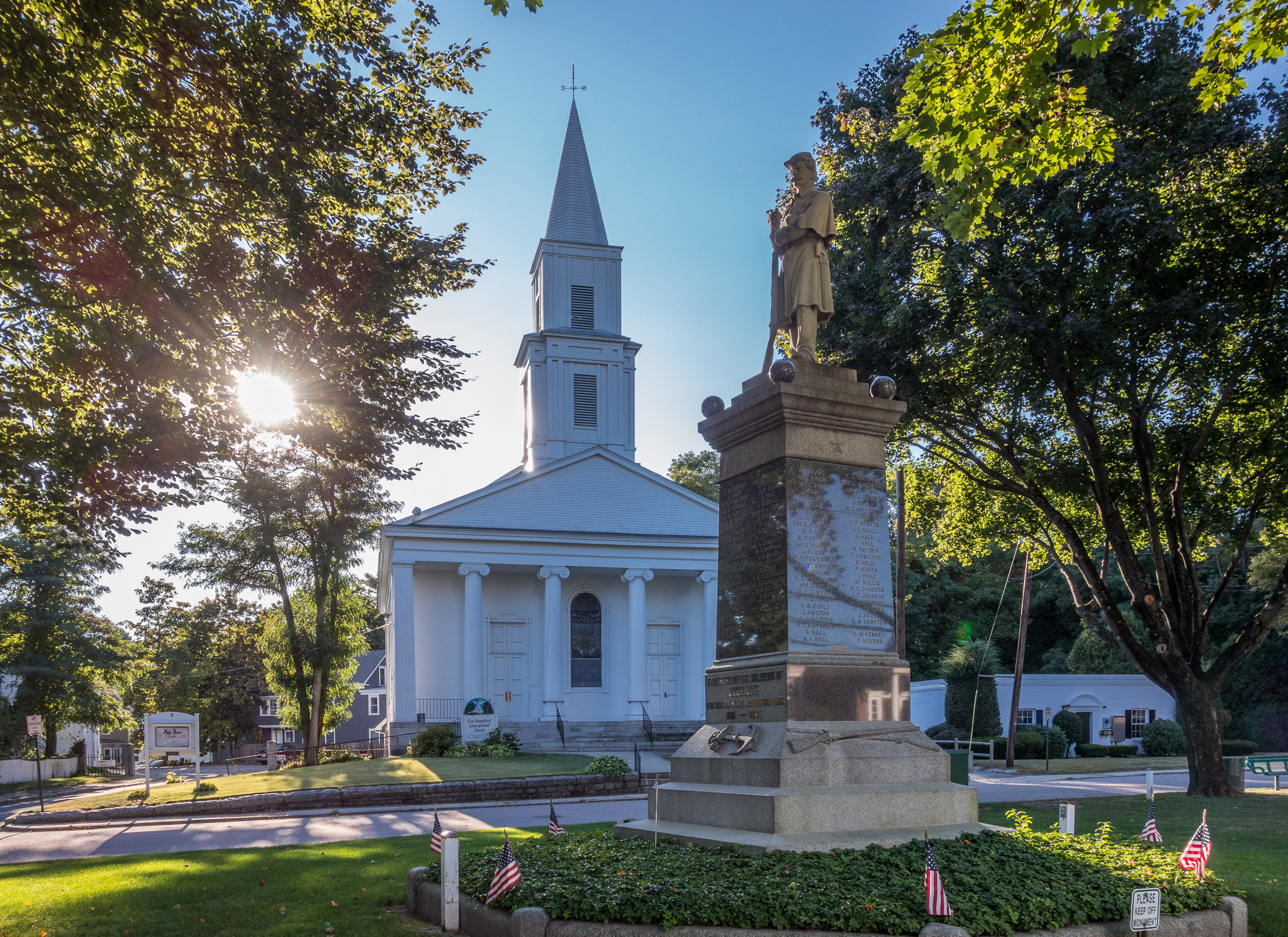
ネイサン・ウェブの教会、1731年
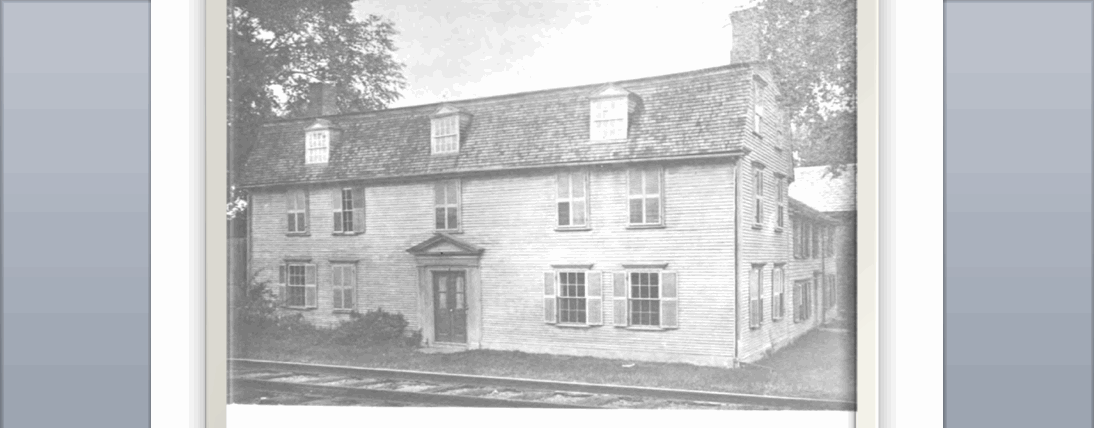
セス・リード邸、1767年頃建設
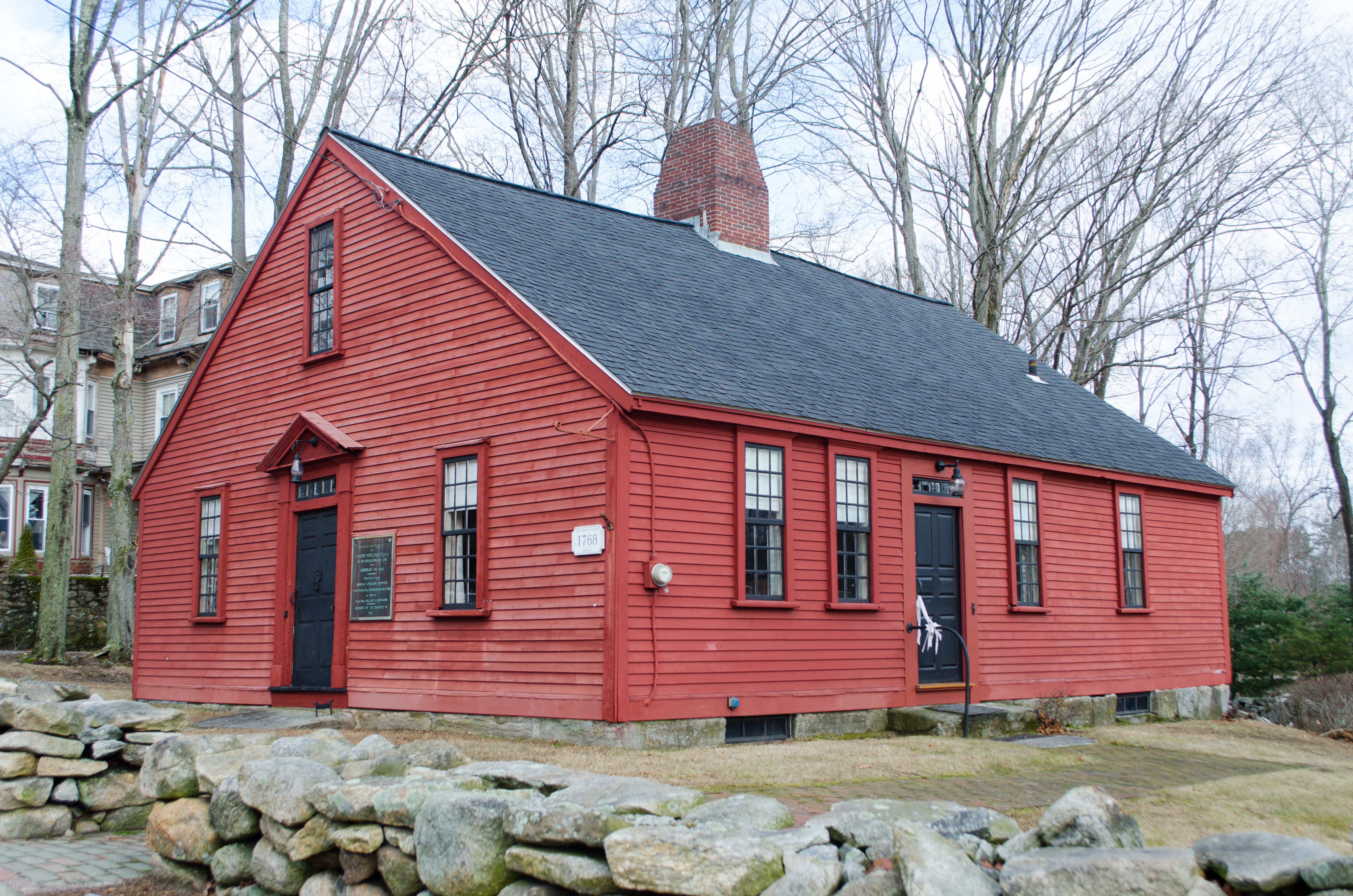
シメオン・ホィーロック中尉邸、1768年建設
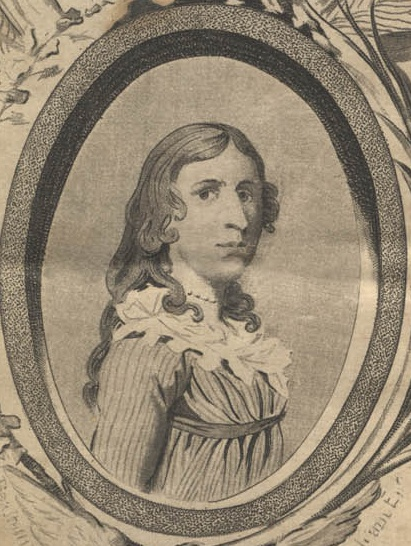
デボラ・サンプソン、大陸軍に入った女性
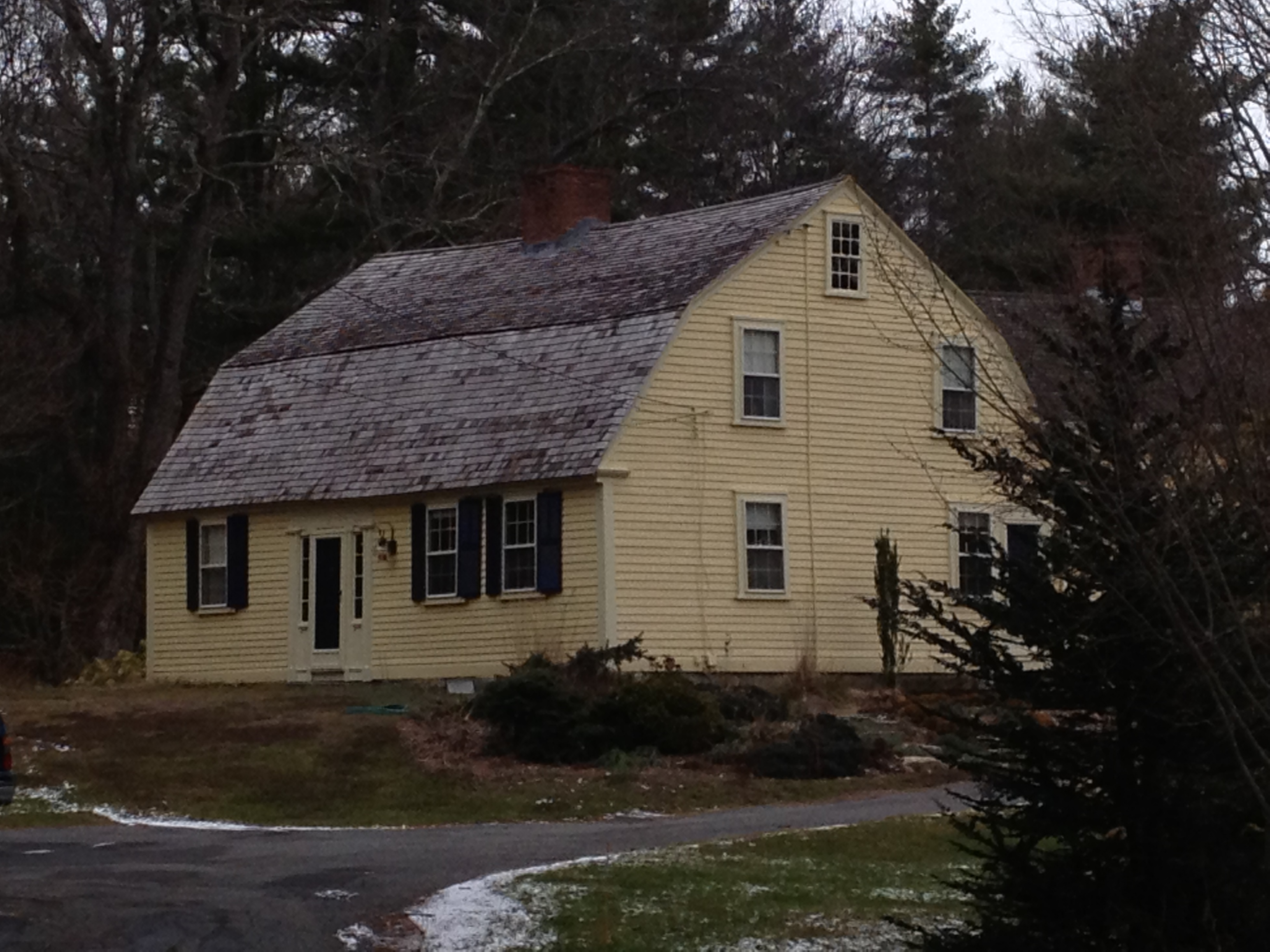
アーロン・タフト邸
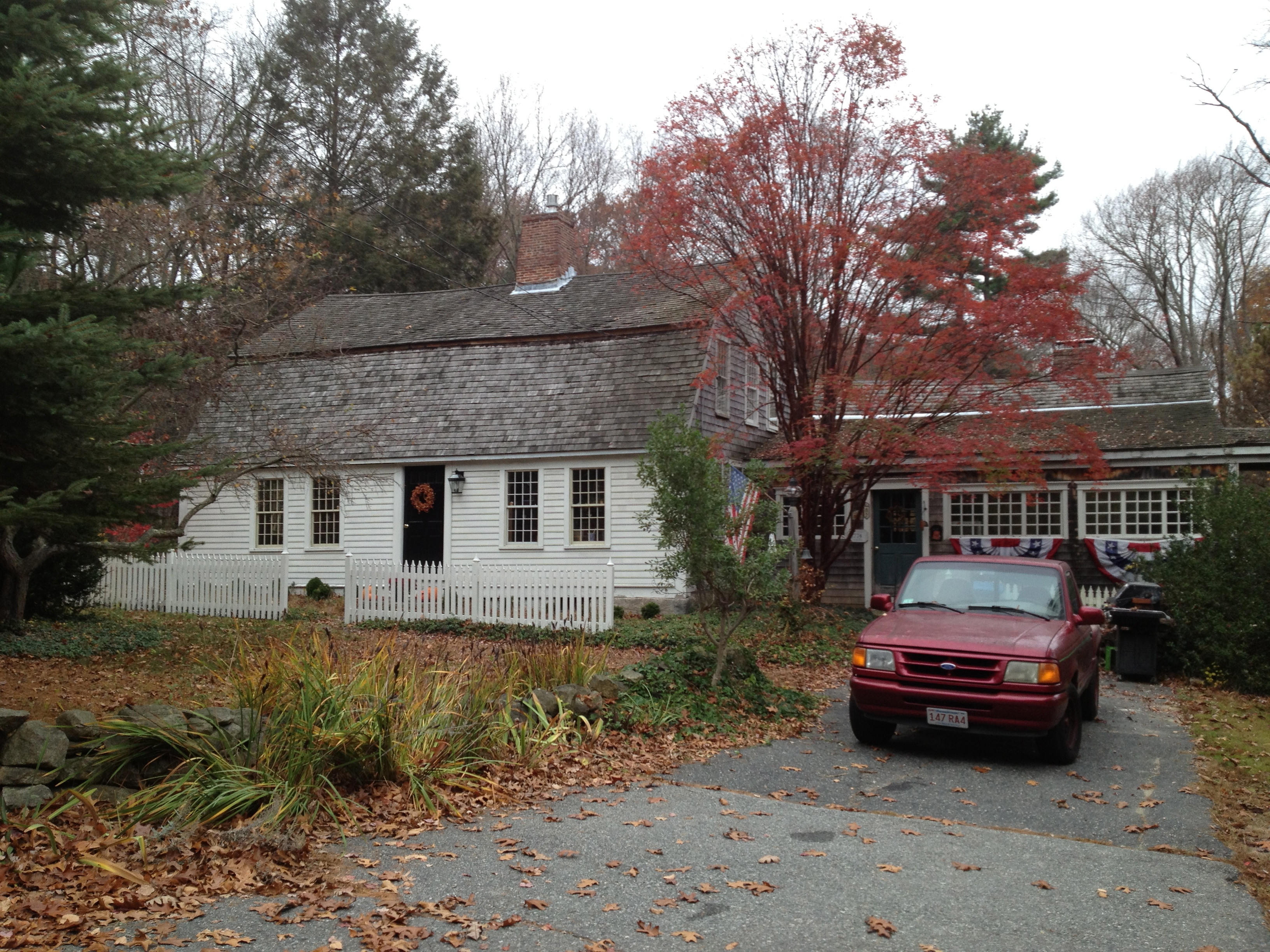
サミュエル・タフト邸
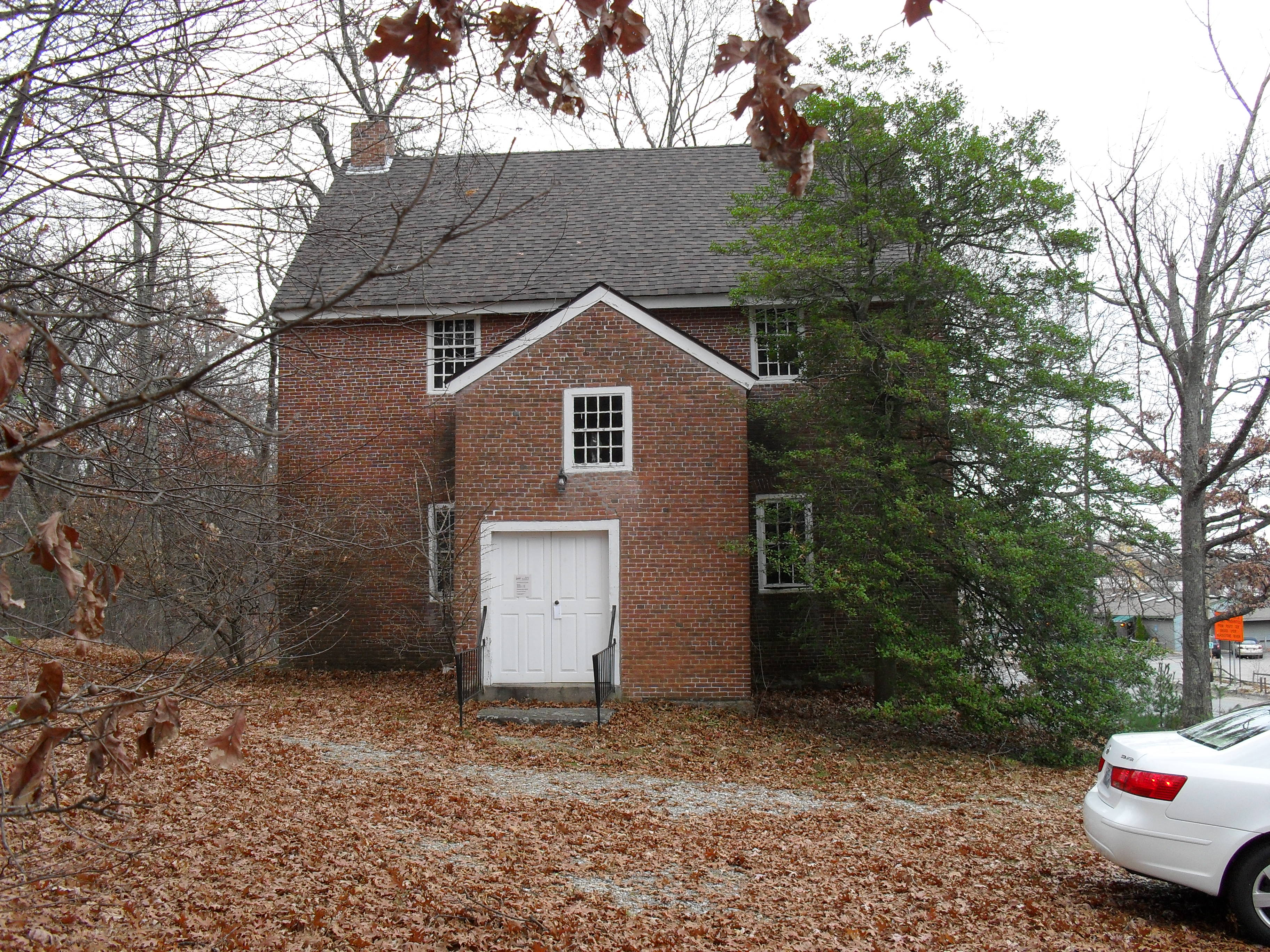
クエーカー集会所、1770年
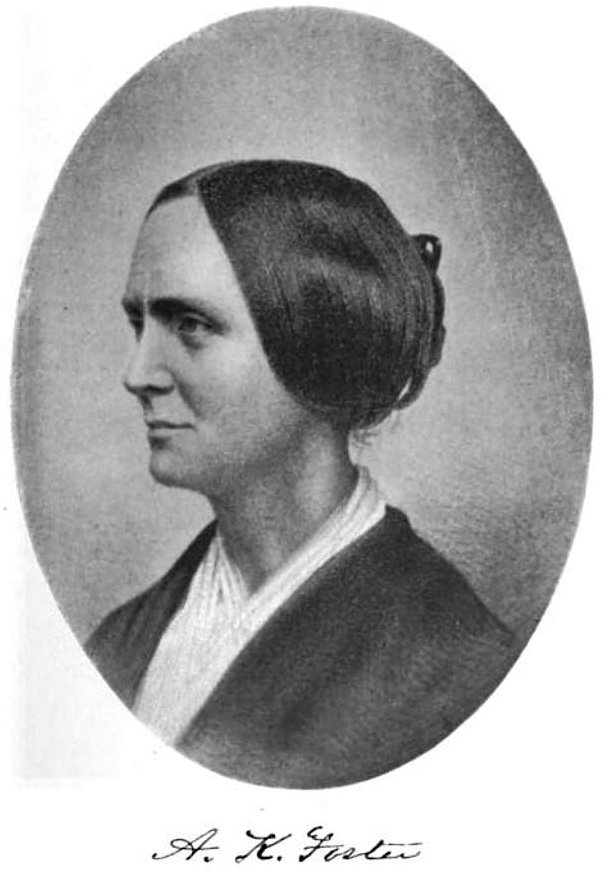
アビー・ケリー・フォスター
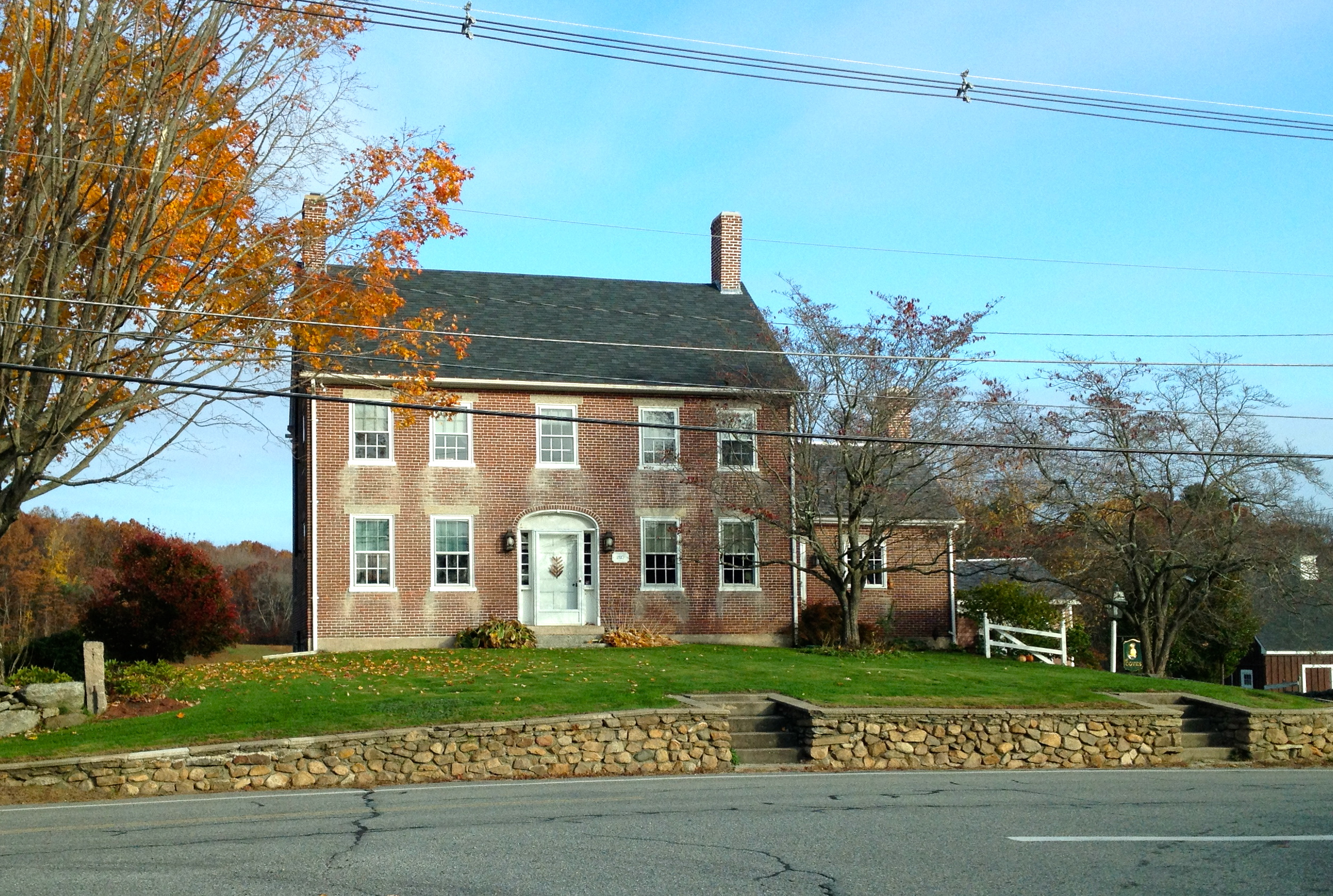
ジェイコブ・アルドリッチ邸
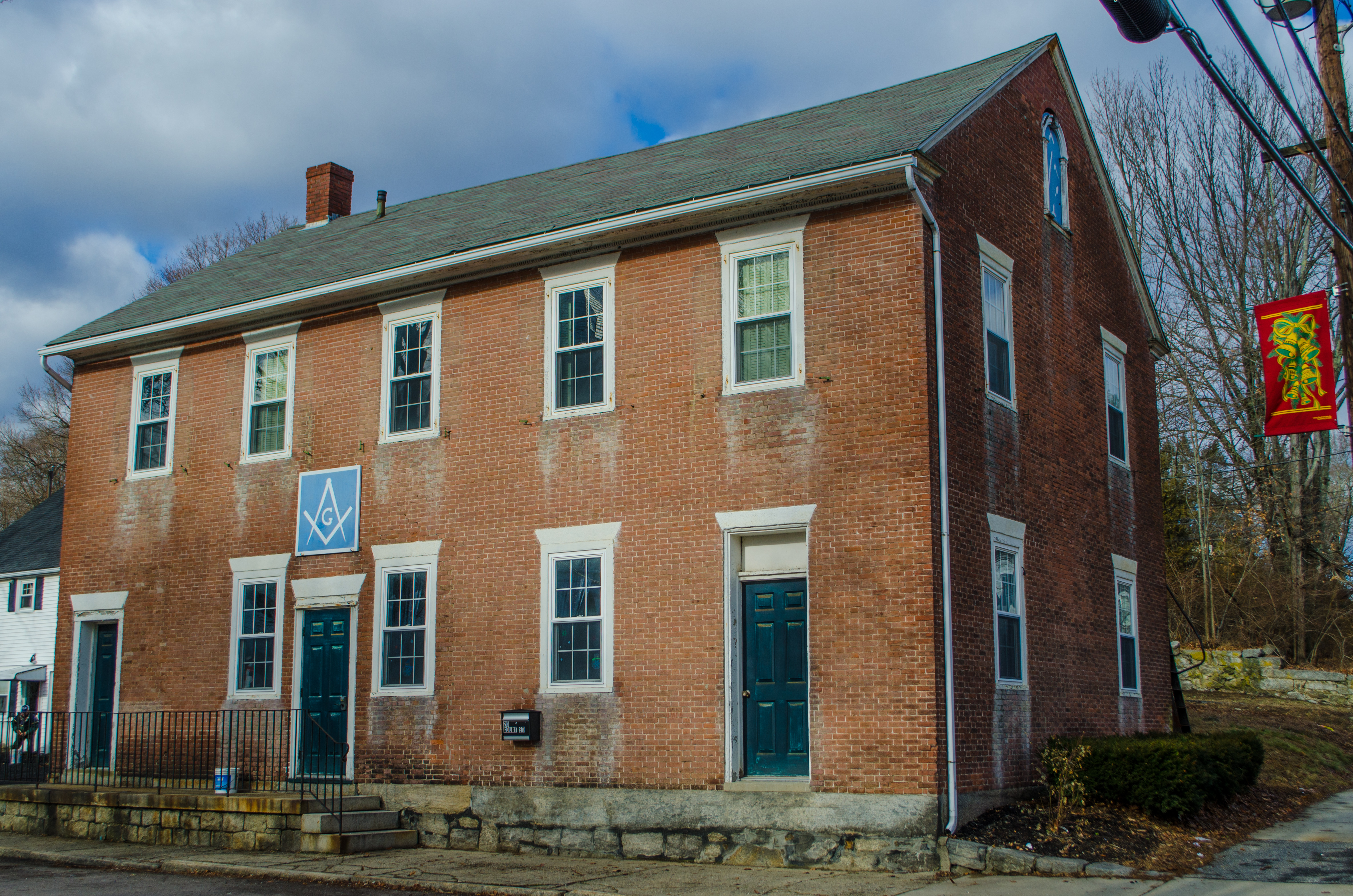
アクスブリッジ・アカデミーとマソニック・ロッジ
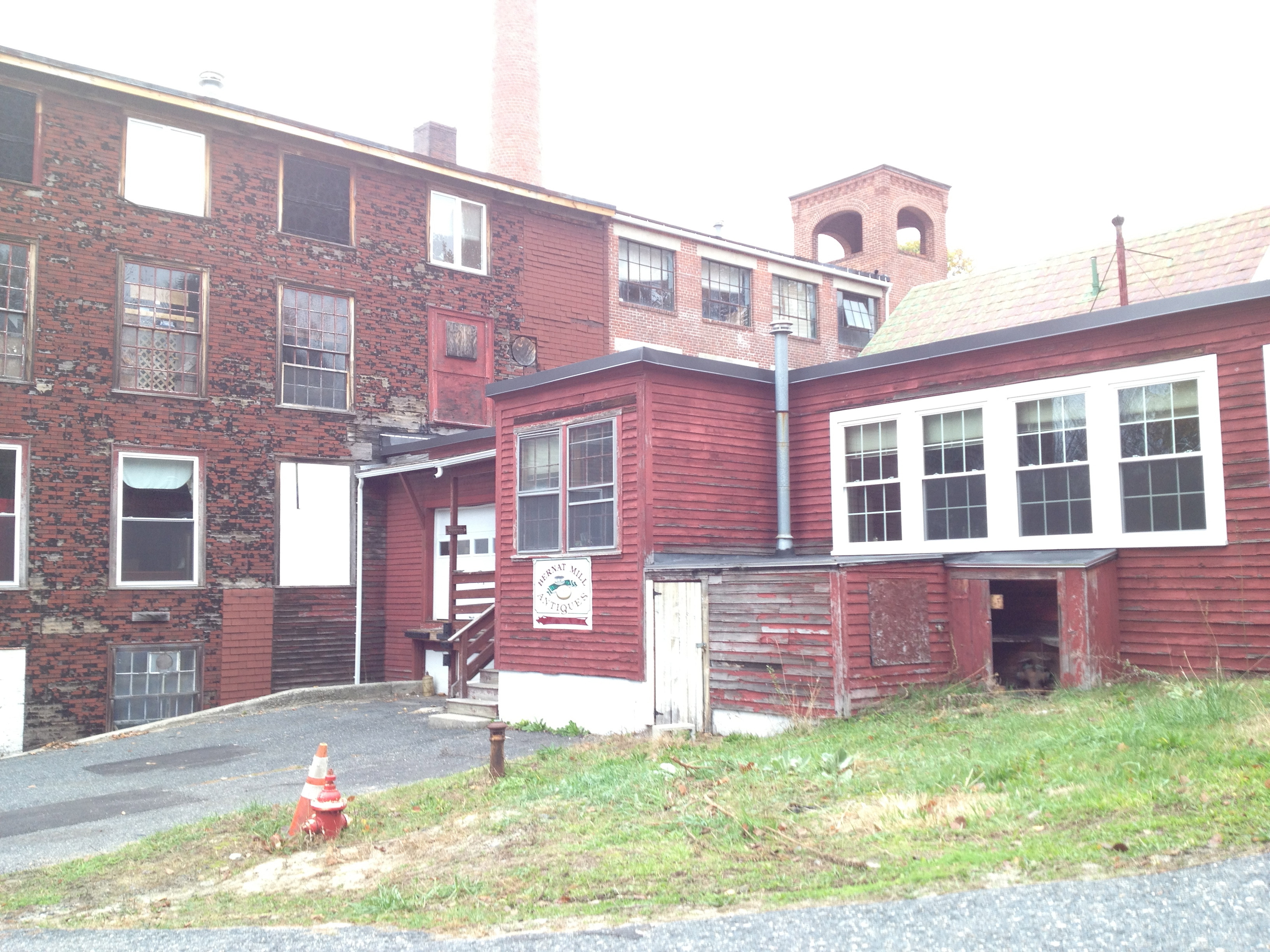
ダニエル・デイの工場の場所、1809年
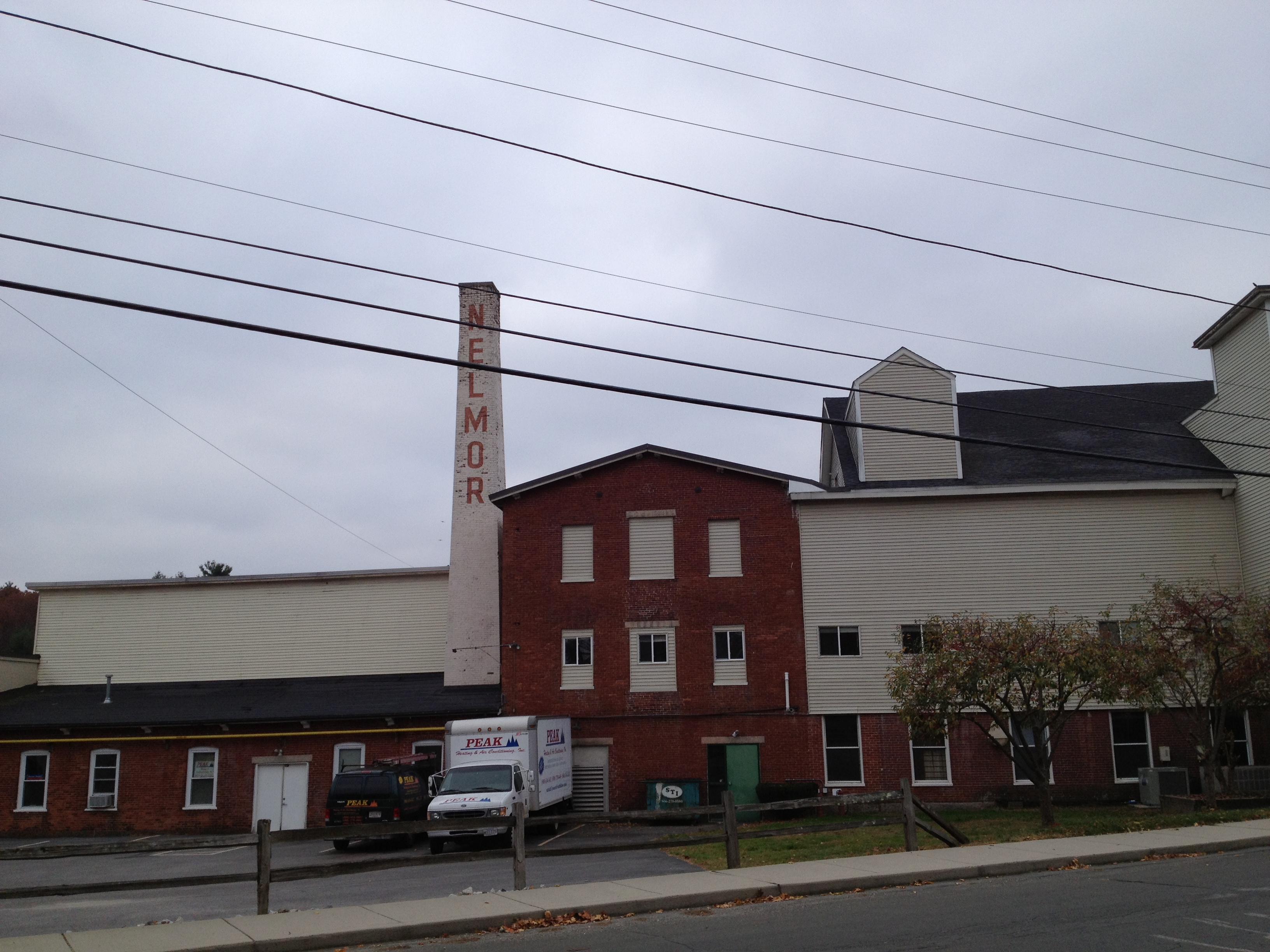
リビュレット工場、1814年
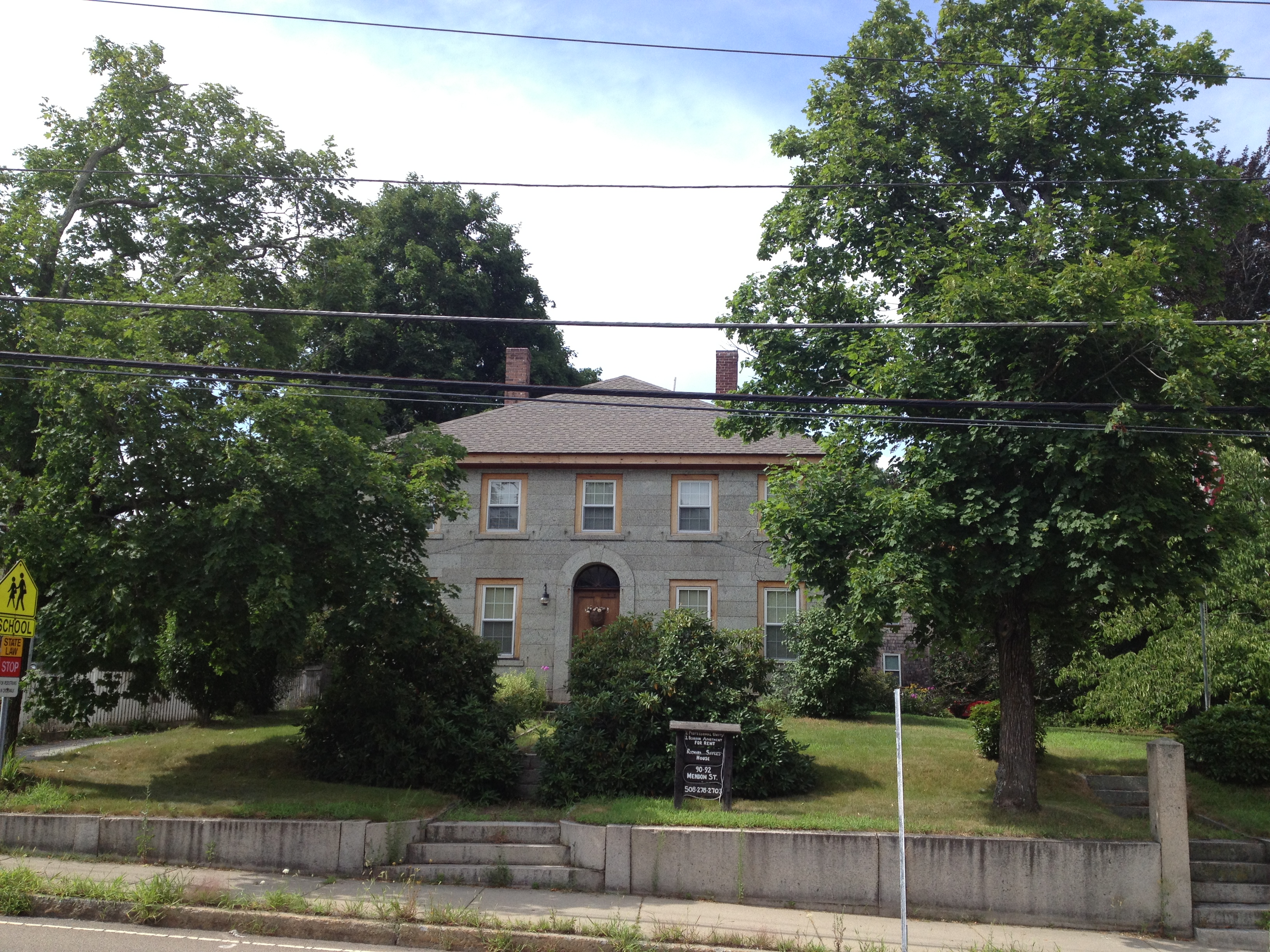
リチャード・セイルズ邸
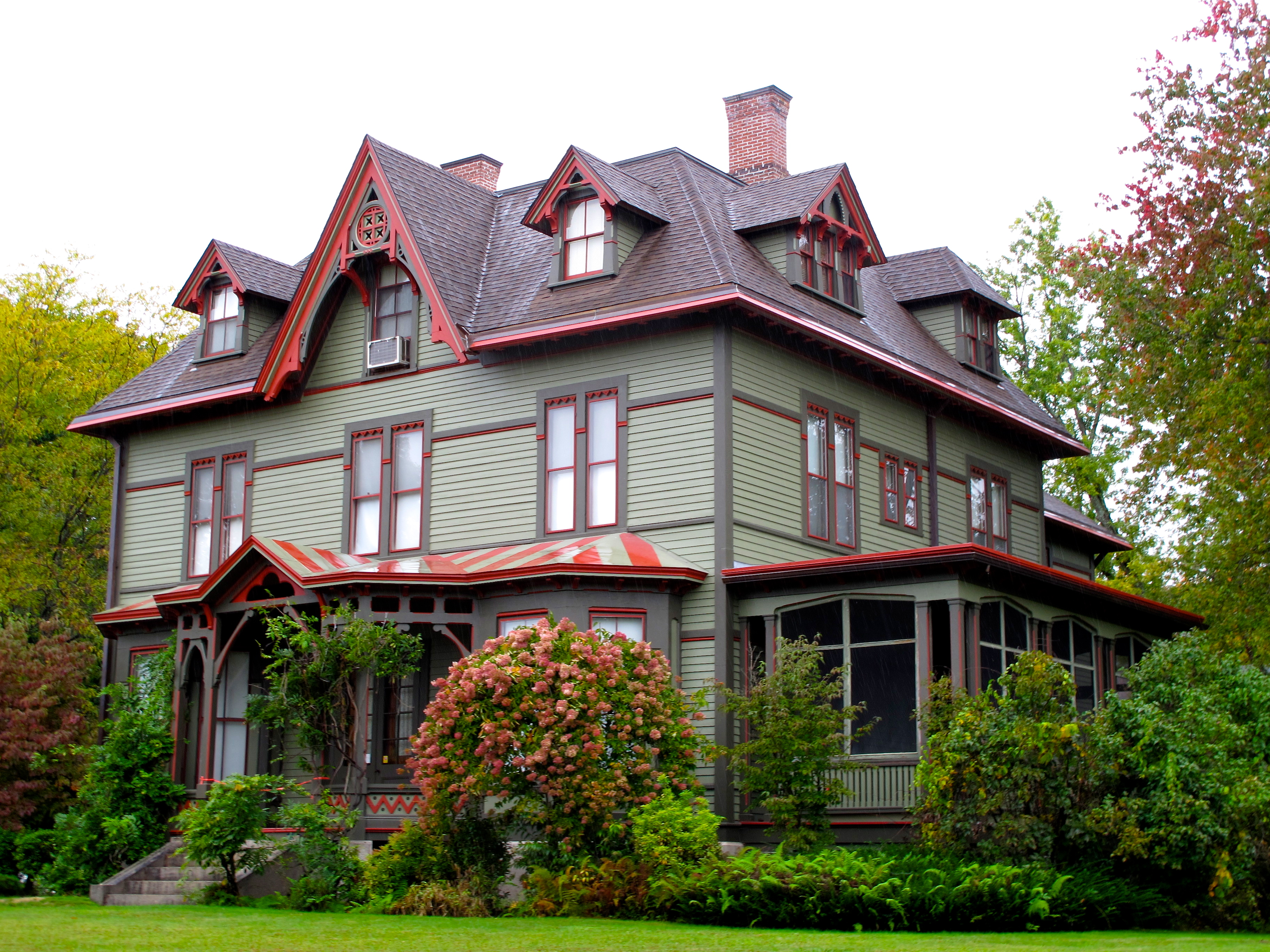
チャールズ・カプロン邸
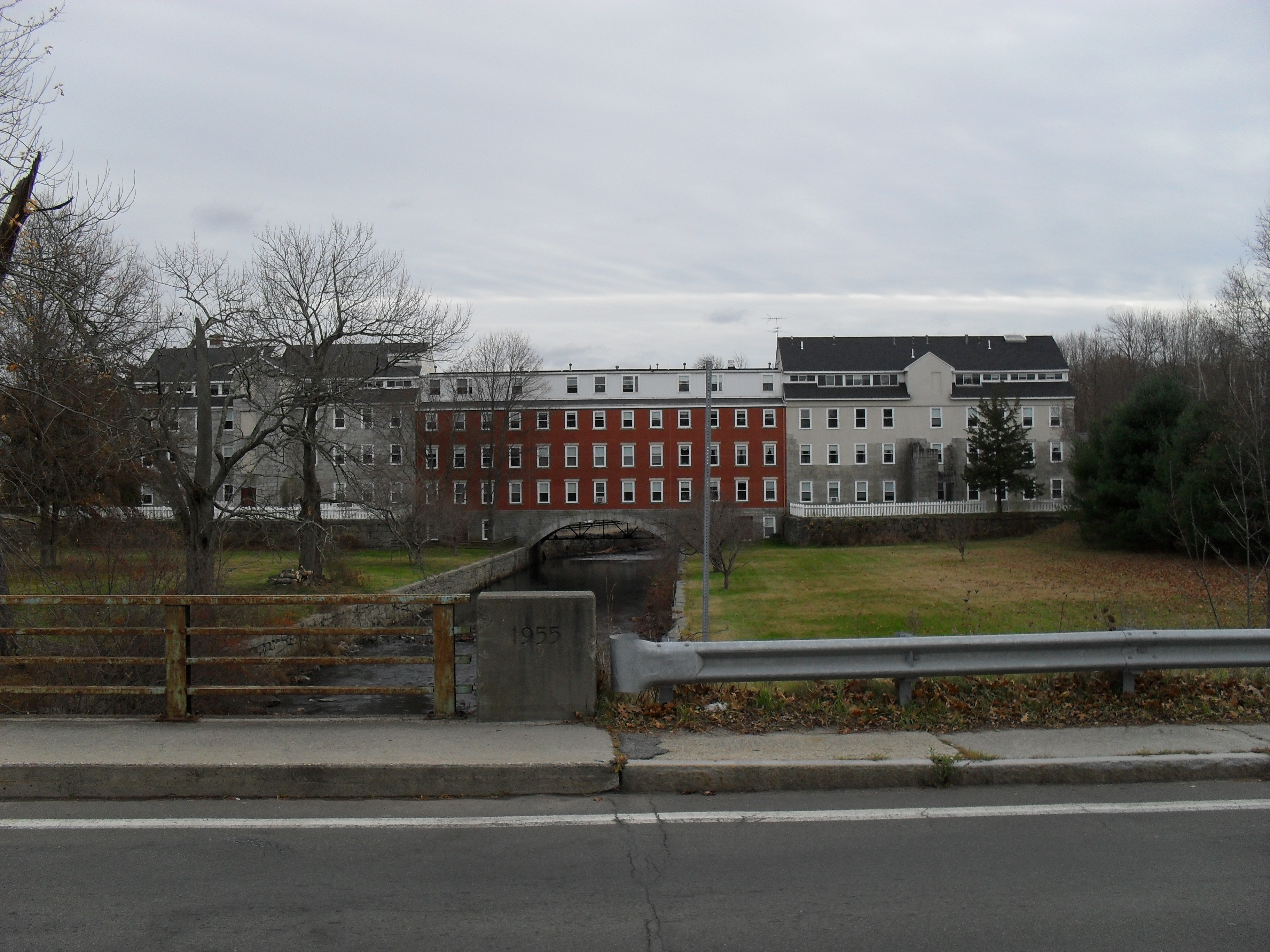
クラウン・アンド・イーグル・ミル、1824年建設
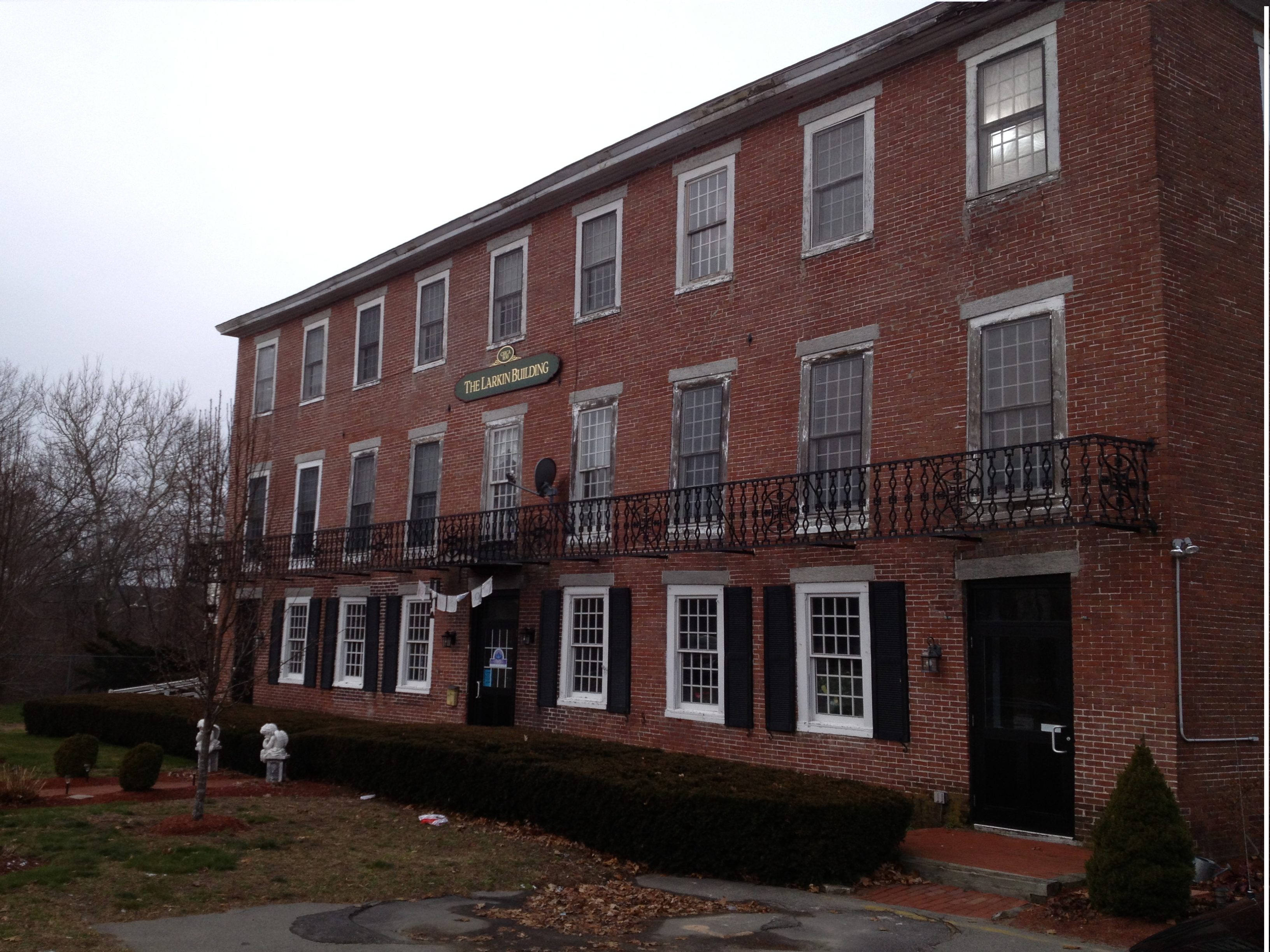
ロジャーソンズ・ビレッジの会社の店舗
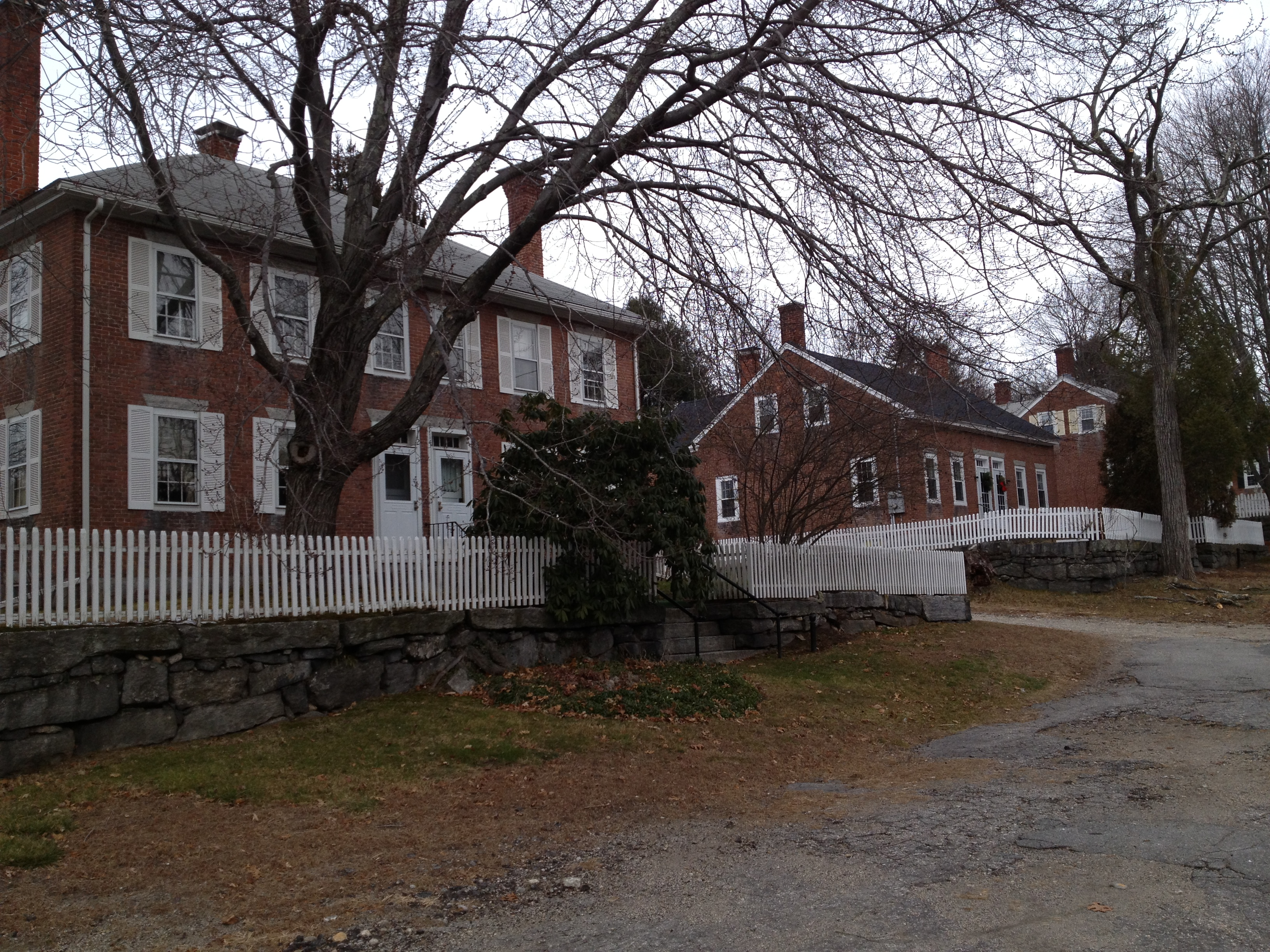
ロジャーソンズ・ビレッジの工場労働者住宅
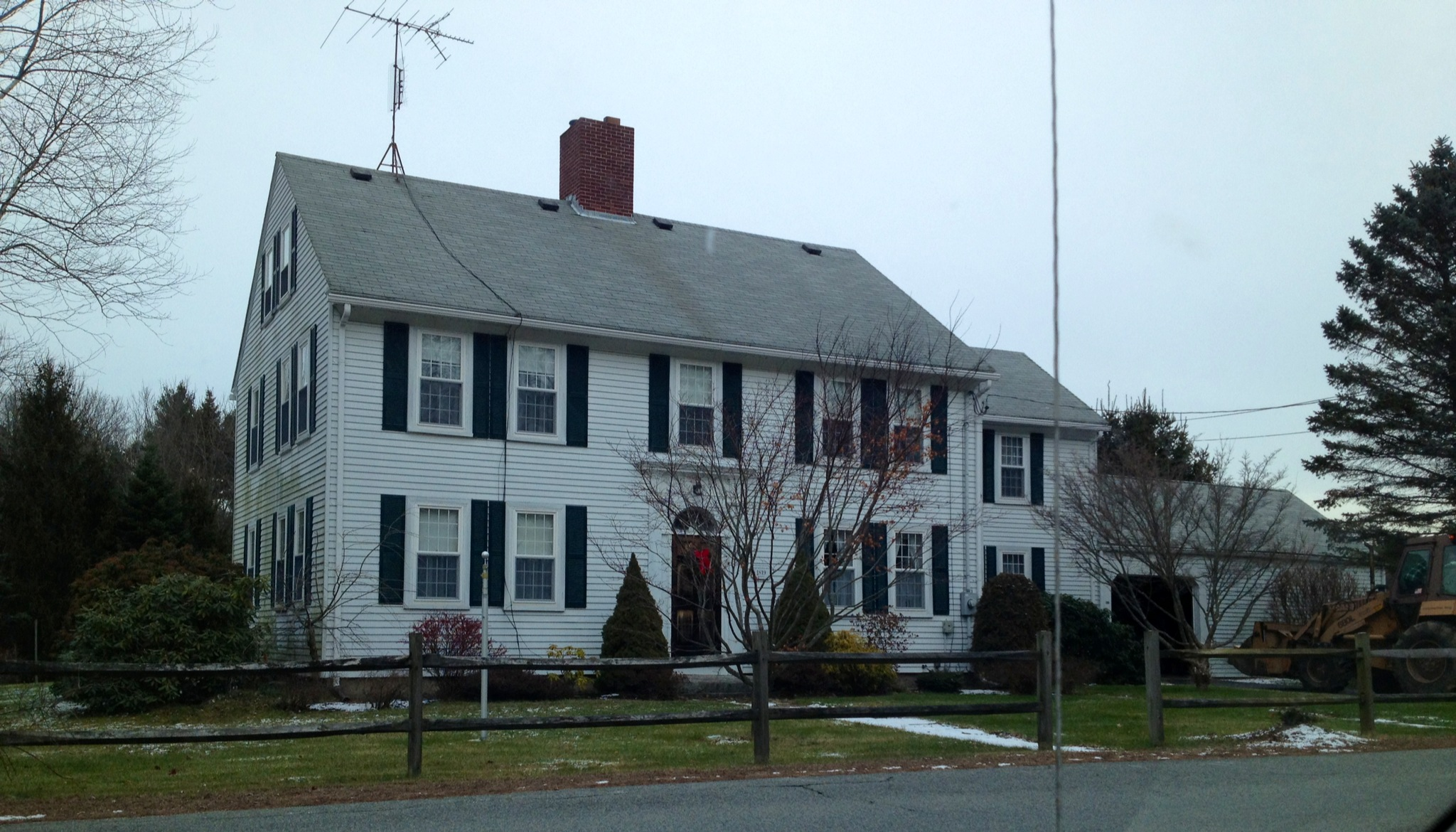
ジョセフ・リチャードソン邸
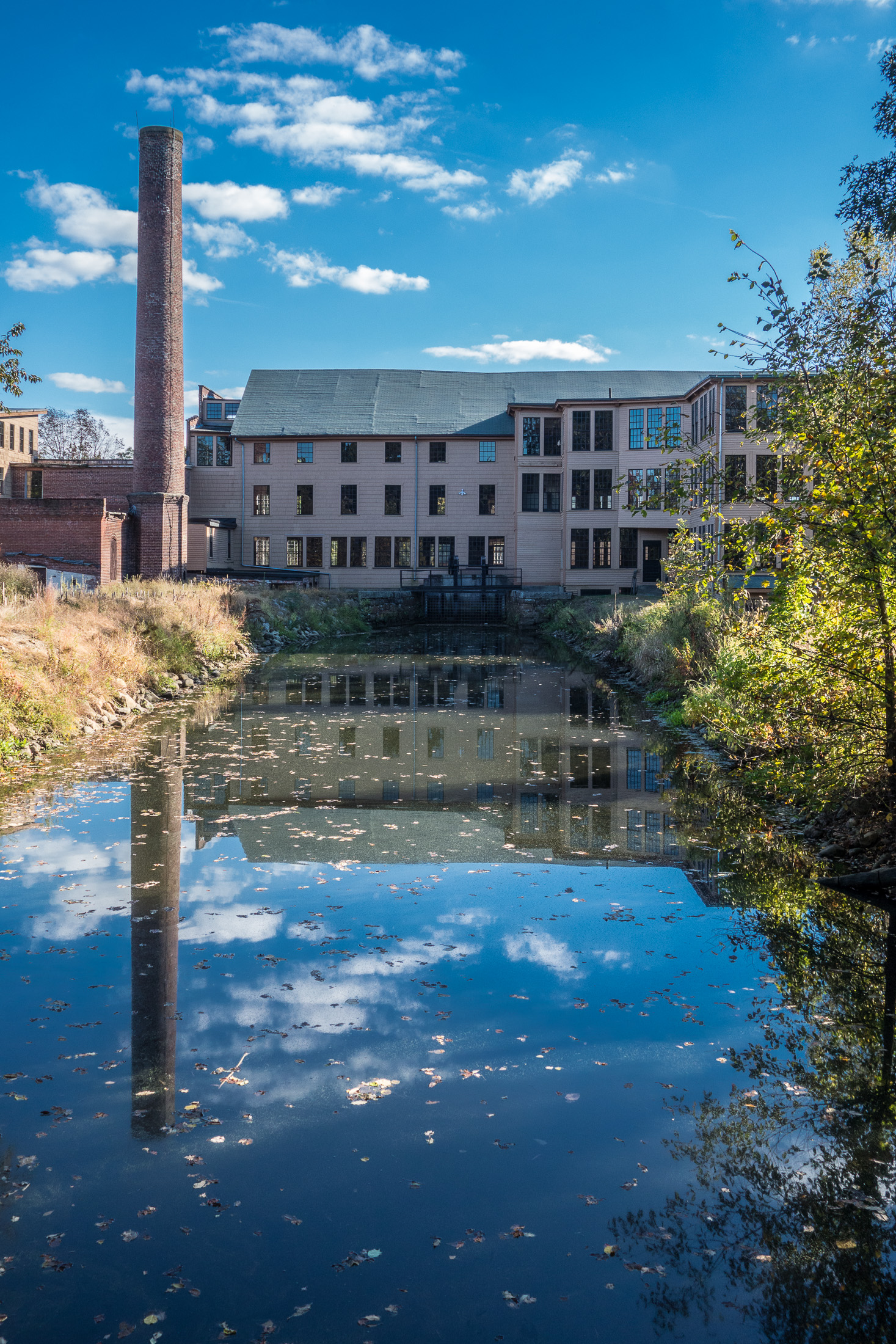
スタンリー・ウールン・ミル、1852年建設
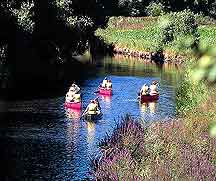
ブラックストーン運河のカヌー
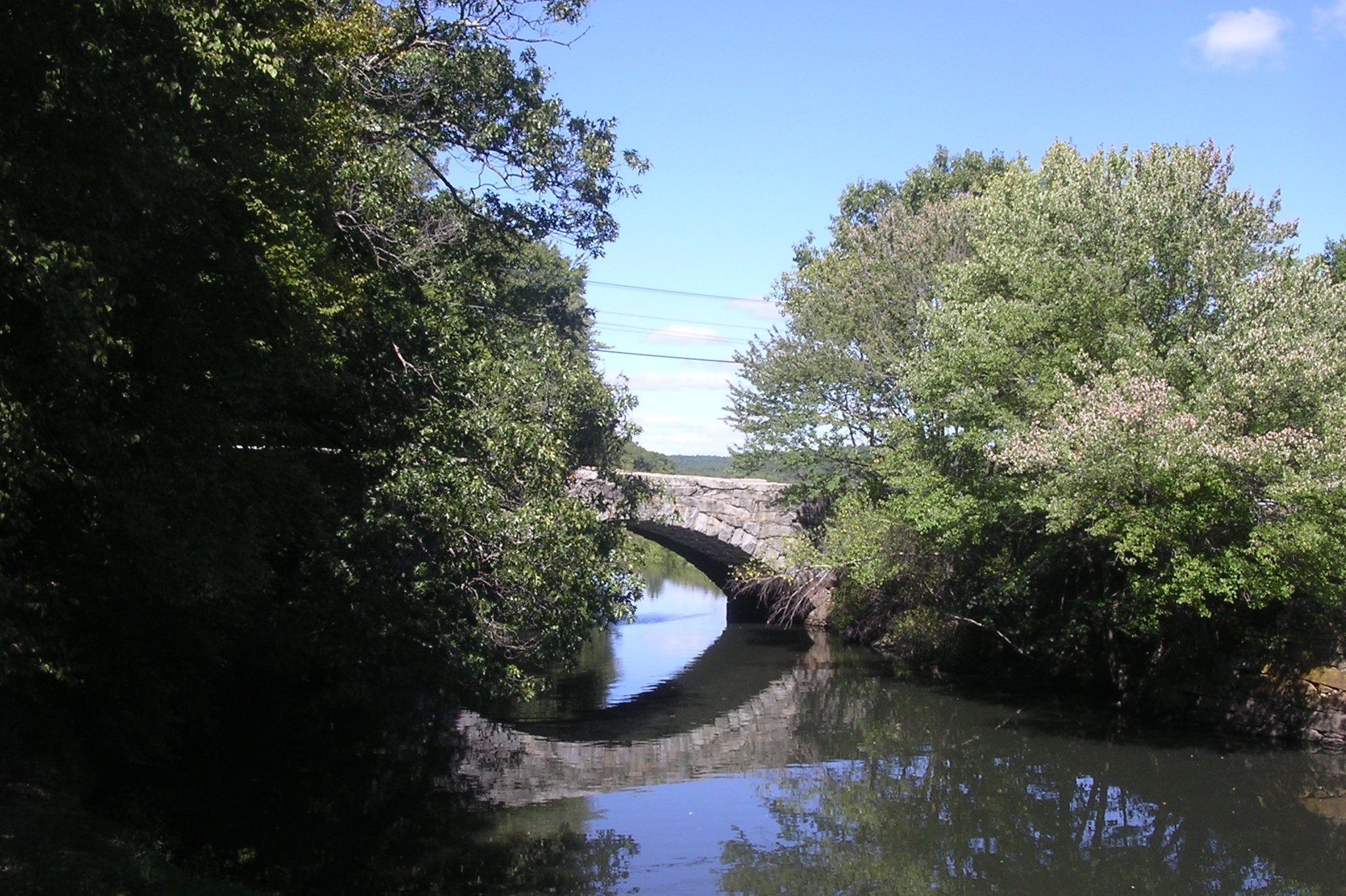
タフト兄弟が1709年にブラックストーン川に架かる最初の橋を造った
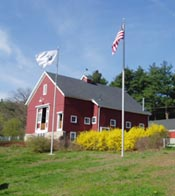
リバーベンド農園、ブラックストーン川と運河歴史遺産州立公園
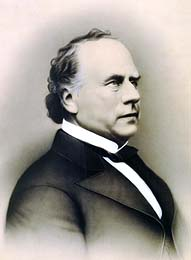
エズラ・タフト・ベンソン
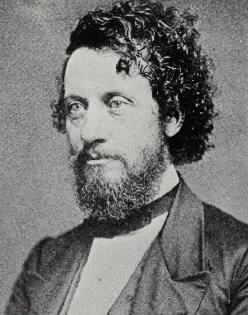
アーサー・マッカーサー・シニア
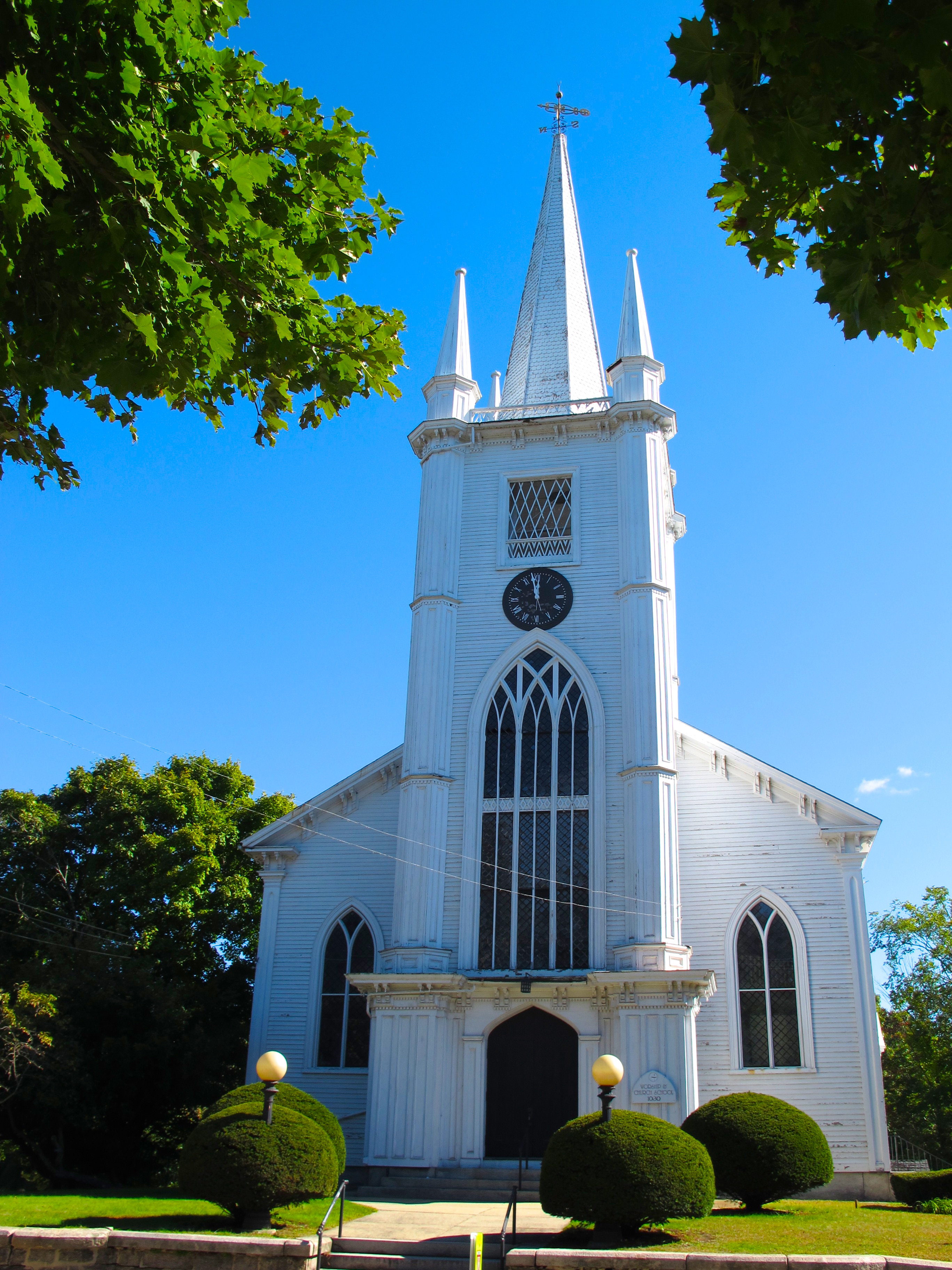
ユニタリアン教会
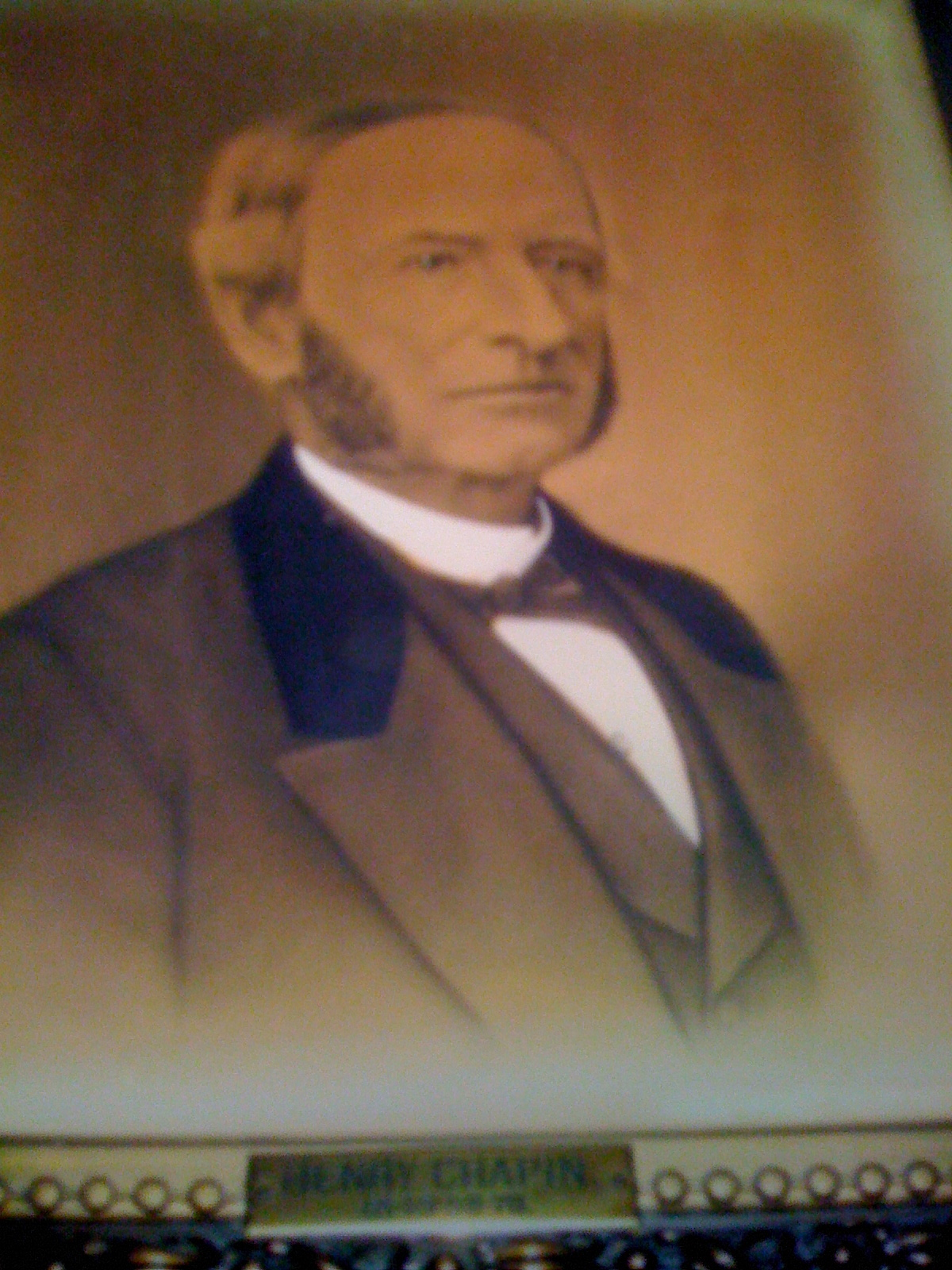
ヘンリー・チャピン判事
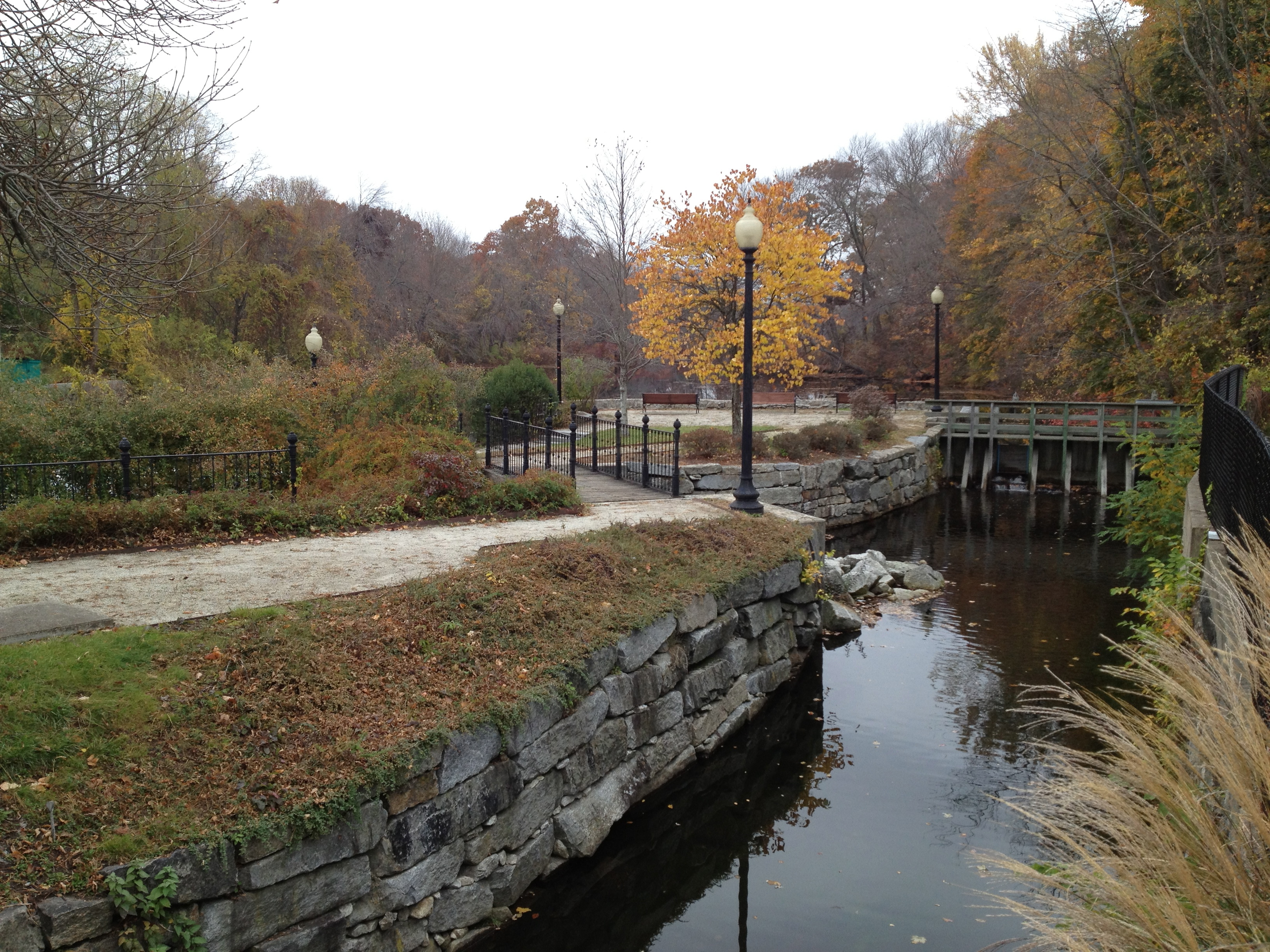
カプロン・ミルの跡地
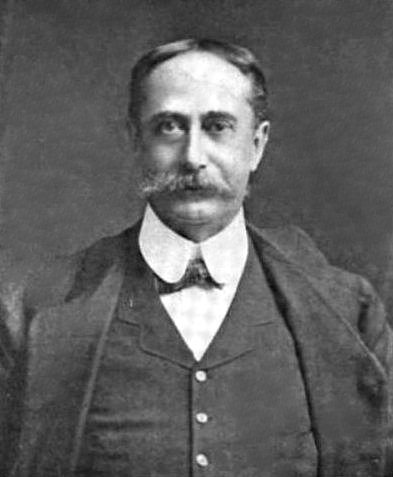
フランクリン・バートレット
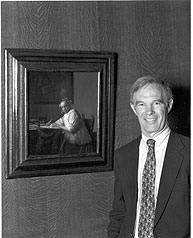
アーサー・K・ホィーロック・ジュニア
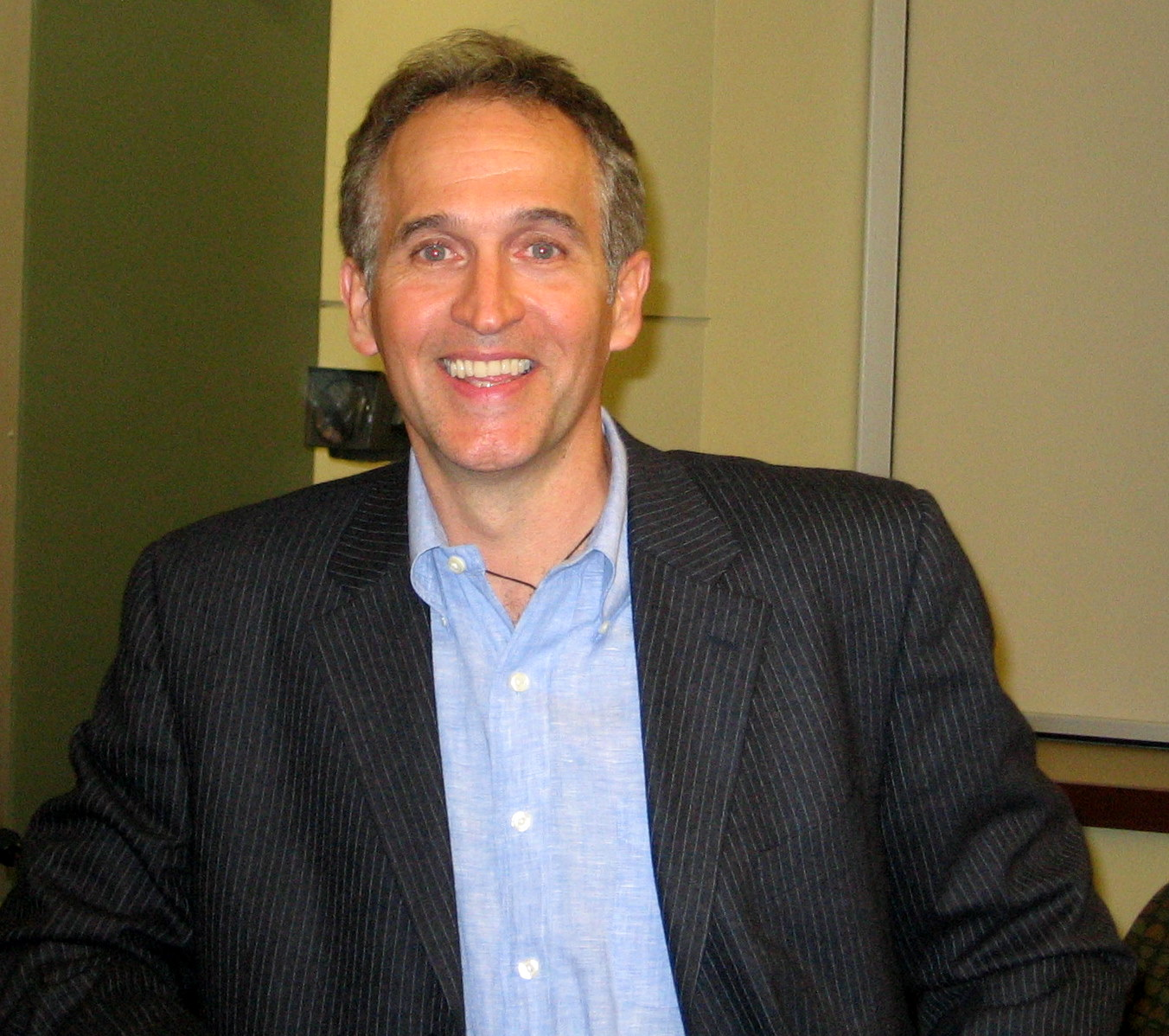
ブライアン・スカリー
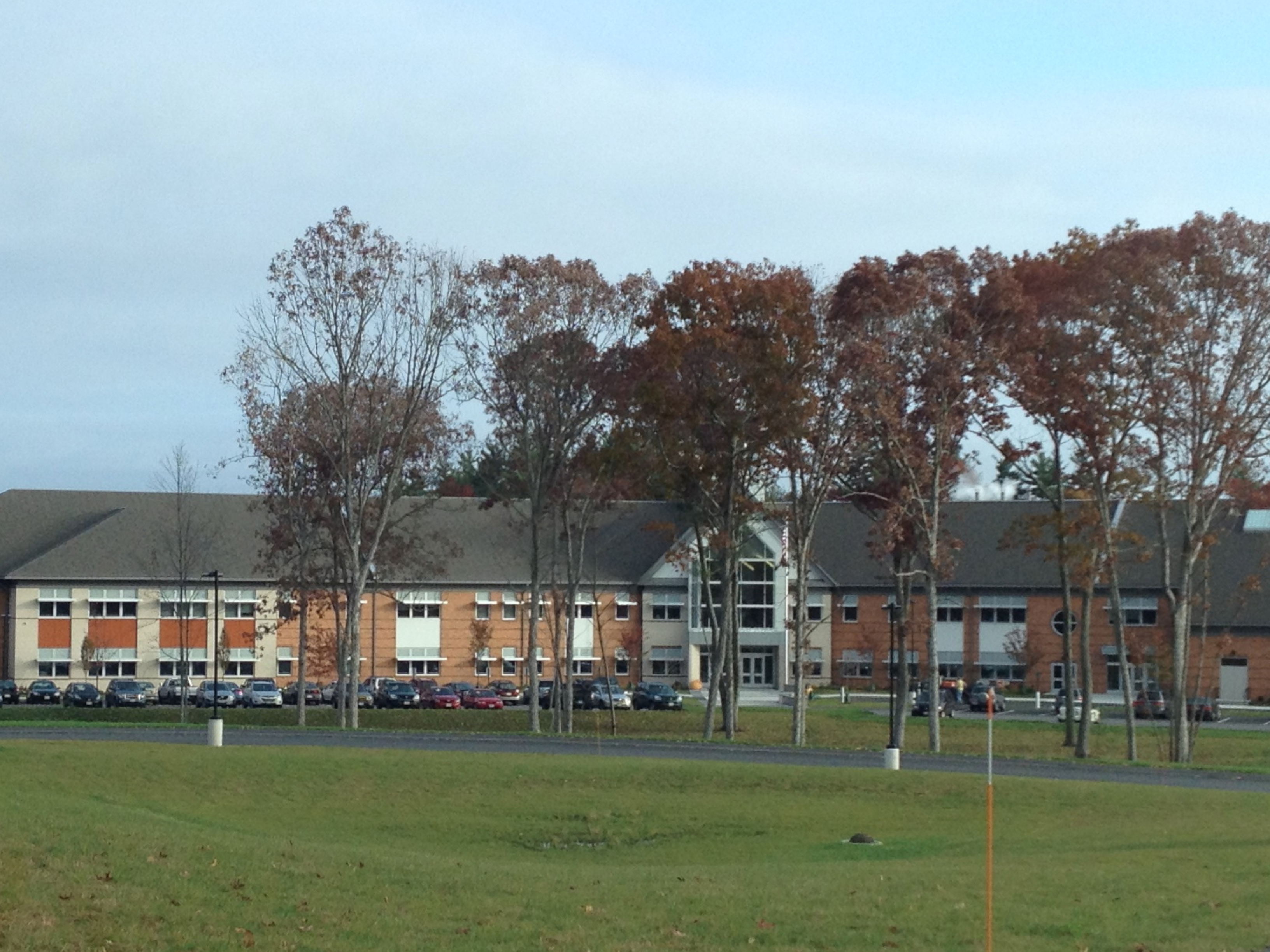
アクスブリッジ高校、2012年建設
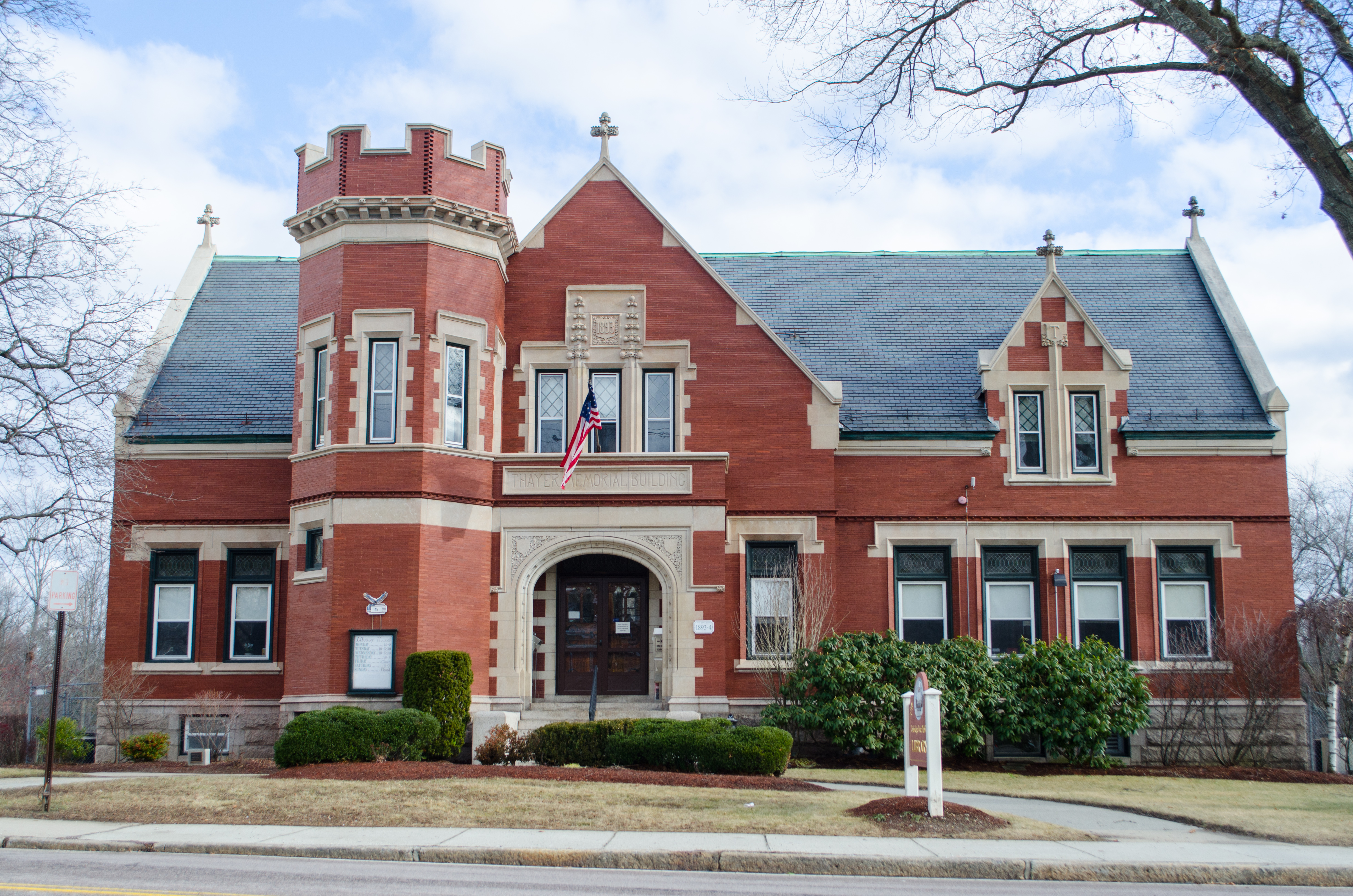
アクスブリッジ自由公共図書館
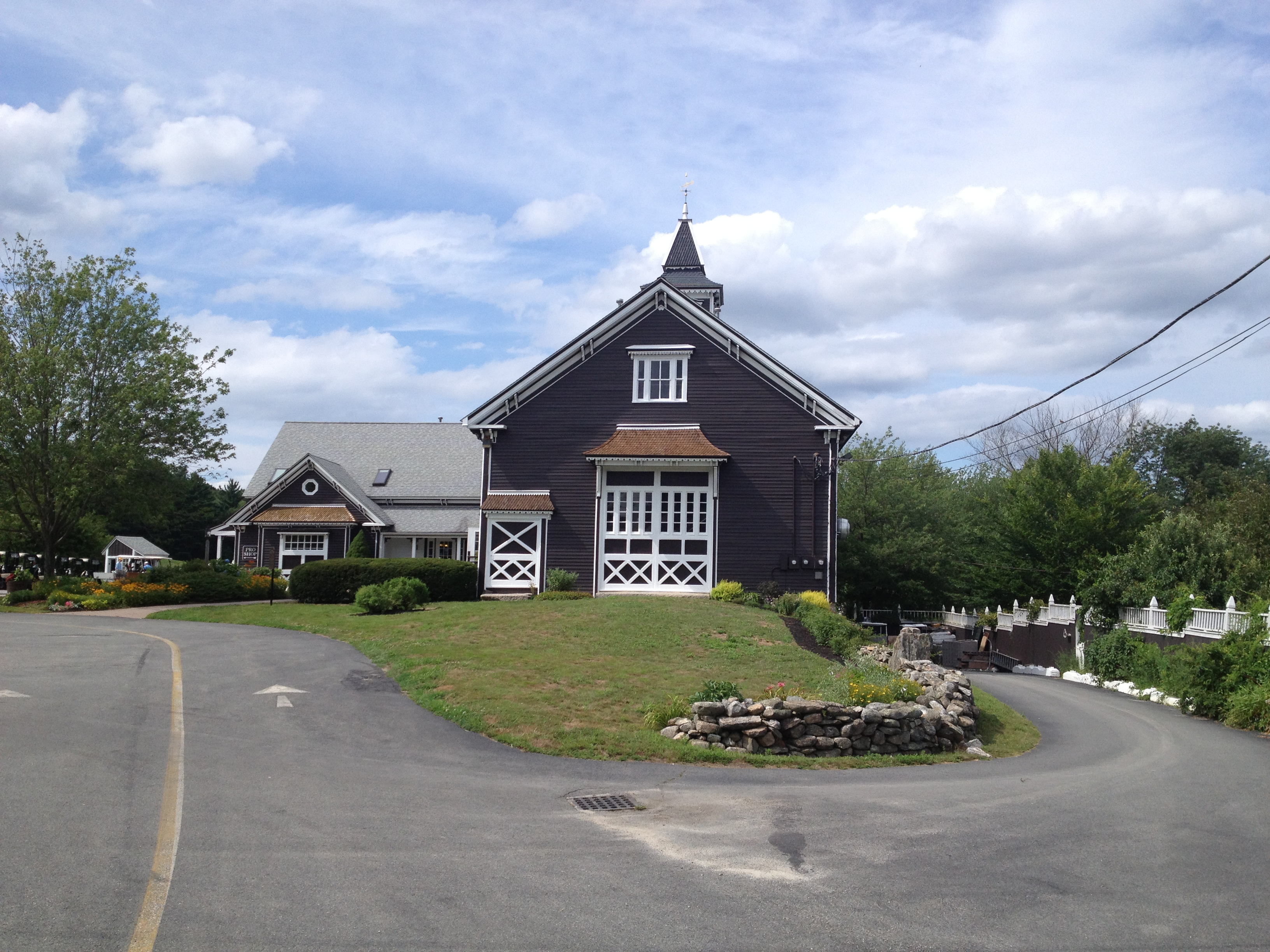
C・R・トムソン邸と納屋
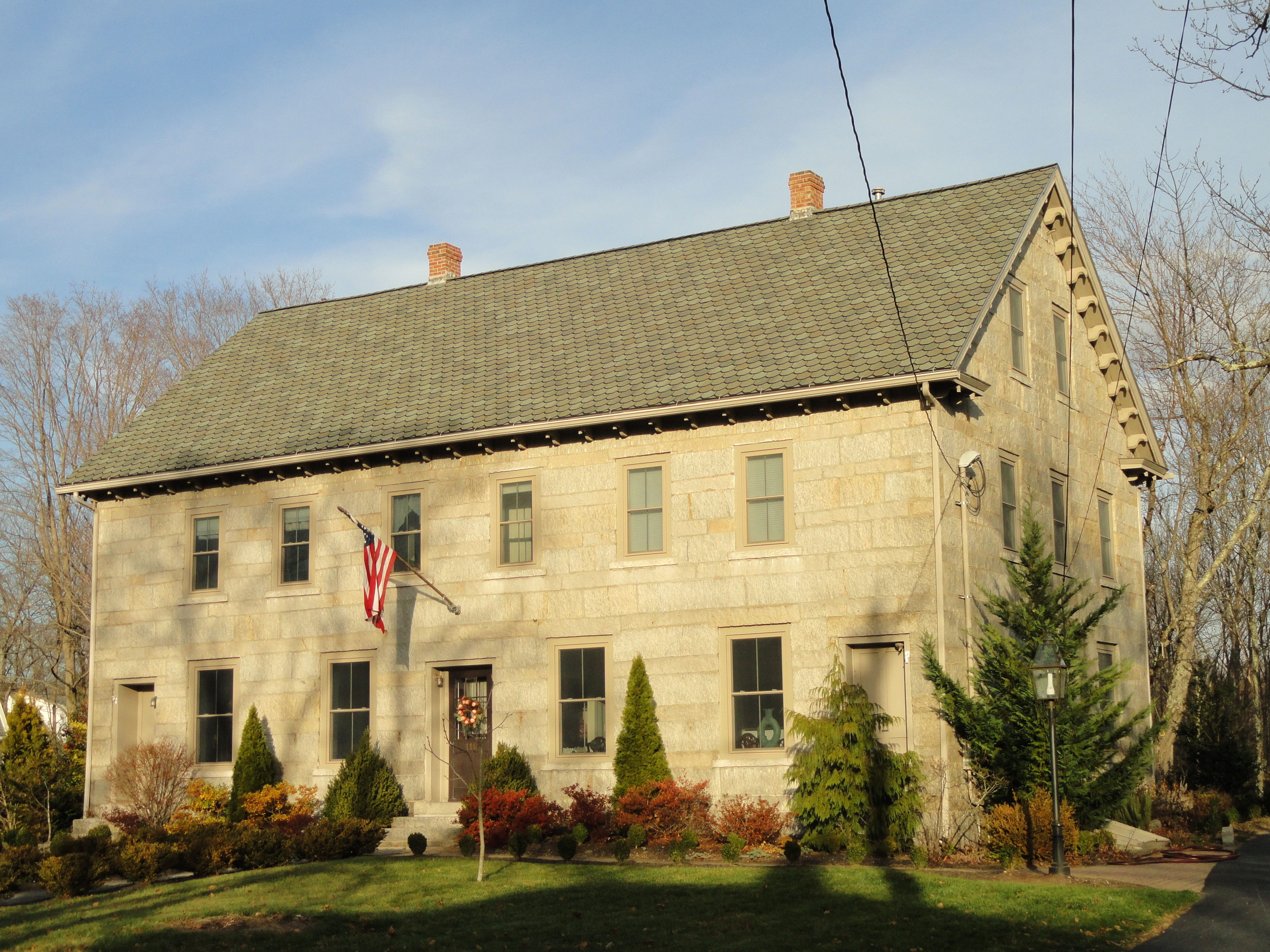
グラニット・ストア、昔の百貨店
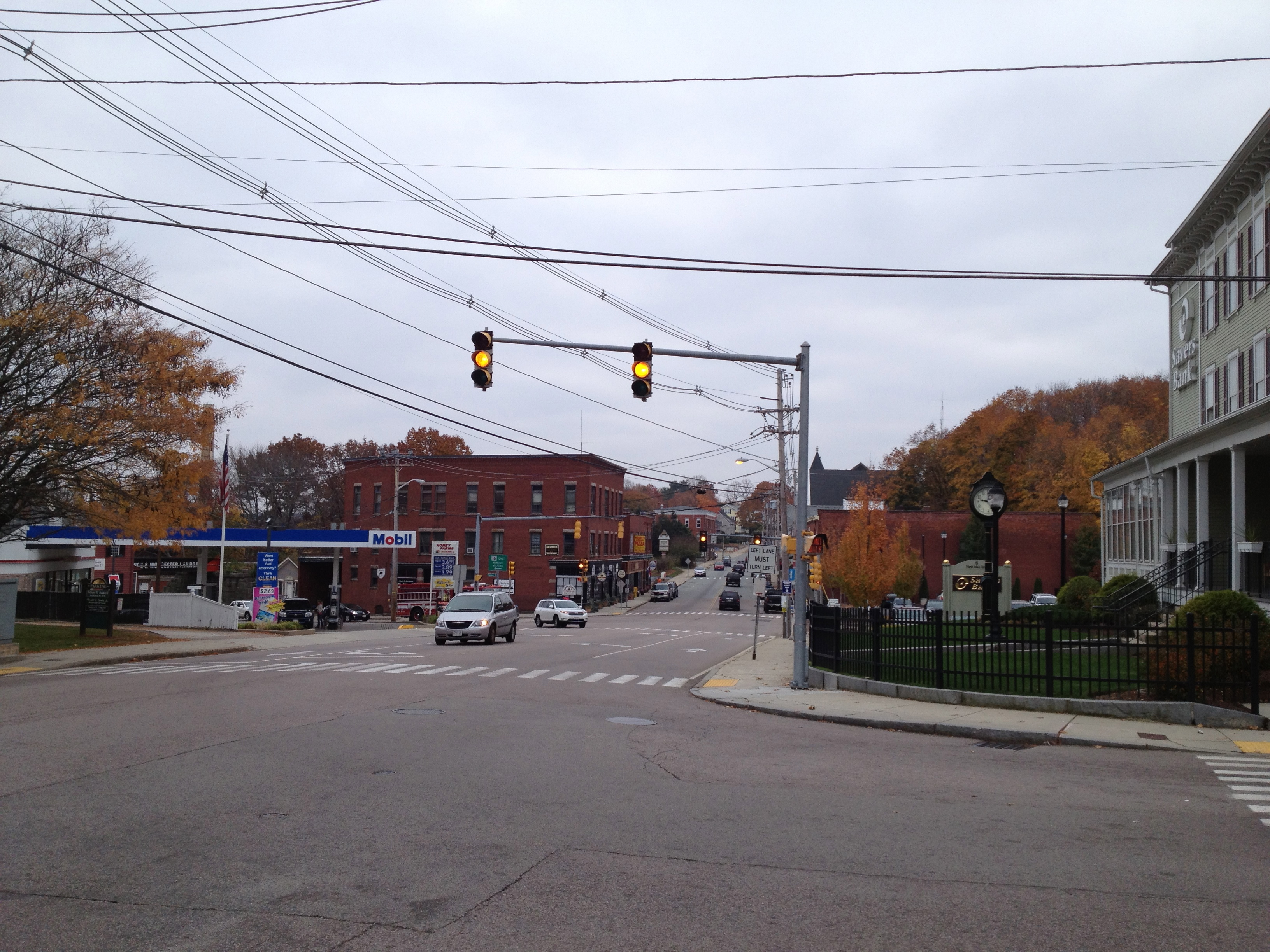
中心街の秋